# Pinturicchio
Bernardino di Betto Betti, più noto come Pinturicchio o Pintoricchio (Perugia, 1452 circa – Siena, 11 dicembre 1513), è stato un pittore italiano.
Il soprannome di Pinturicchio ("piccolo pintor", cioè "pittore") derivava dalla sua corporatura minuta ed egli stesso lo fece proprio usandolo per firmare alcune opere. Giorgio Vasari ne descrisse la sua biografia in Le Vite del 1568 (Bernardino Pinturicchio) citando nella parte finale anche Nicolò Alunno di Foligno.
Fu un artista completo, capace di padroneggiare sia l'arte della pittura su tavola, che l'affresco e la miniatura, lavorando per alcune delle più importanti personalità del suo tempo. Fu uno dei grandi maestri della scuola umbra del secondo Quattrocento, con Pietro Perugino e il giovane Raffaello.

## Biografia

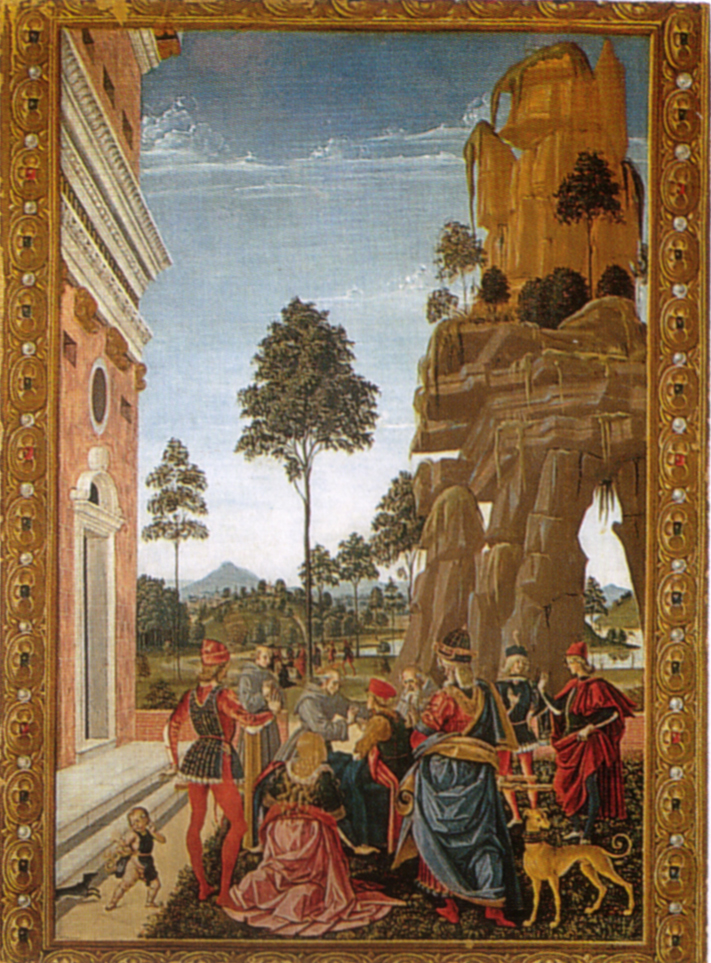
San Bernardino richiama alla vita un uomo morto trovato sotto un albero, 1473

### Origini e formazione
Nacque verso il 1452 a Perugia, da Benedetto detto Betto, figlio a sua volta di Biagio detto Betti. Nella sua città si iscrisse, quasi trentenne, all'Arte dei Pittori nel 1481. Generalmente rifiutata dalla critica è la menzione vasariana di un alunnato presso Perugino, anche per la poca differenza dei due in termini di età, solo quattro anni. Può darsi invece che i due lavorassero in un rapporto di associazione con anche altri collaboratori, tra cui il pittore più anziano, Perugino, assumeva anche il ruolo di capofila. Vasari riporta un accordo economico tra i due, che risulta infatti appropriato tra soci d'impresa o di bottega.
Il maestro di Pinturicchio va quindi ricercato tra i pittori umbri della generazione precedente, come Fiorenzo di Lorenzo o Bartolomeo Caporali, con influenze esterne di pittori attivi in Umbria quali Beato Angelico, Benozzo Gozzoli, Filippo Lippi, Fra Diamante. Inoltre da Perugino di ritorno da Firenze poté aggiornarsi sulle novità della bottega del Verrocchio, mentre dalle miniature poté conoscere l'attività dei fiorentini Attavante, Gherardo e Monte di Giovanni. Importante fu infine l'influenza della pittura adriatica, in particolare di Piero della Francesca attivo a Urbino, con la sua spazialità monumentale, dominata dalla prospettiva e da un solenne impianto compositivo.
Pinturicchio mostra un edonistico gusto per le immagini variopinte, per i forti cromatismi. Egli è il più laico dei pittori del suo tempo, svuotando la prospettiva, le forme, le linee e i colori di tutti i contenuti concettuali a cui erano all'inizio connessi, riducendoli ad essere i termini di un linguaggio corrente.

### LeStorie di san Bernardino
Gli esordi di Pinturicchio vengono in genere rintracciati nell'importante cantiere dell'oratorio di San Bernardino, a Perugia, dove probabilmente era presente una nicchia che venne decorata da otto tavolette con Storie di san Bernardino (1473) eseguite da un gruppo di giovani artisti influenzati, nelle architetture dello sfondo, da Piero e dalla cultura urbinate. A Pinturicchio vengono generalmente attribuite le figure di tre episodi: la Guarigione del cieco, San Bernardino richiama alla vita un uomo trovato morto sotto un albero e la Liberazione del prigioniero. La mano di Pinturicchio venne riconosciuta nei costumi e negli elementi paesaggistici pittoreschi tipici della sua produzione successiva. Le figure si atteggiano elegantemente e hanno panneggi complicati e spigolosi, rifacendosi a quell'accostamento di modi umbri e verrocchieschi tipico del giovane Perugino.
I successivi anni, quasi dieci, fino ai lavori alla Cappella Sistina a fianco di Perugino, sono avvolti dal mistero. Alcuni sono arrivati a ipotizzare che il pittore si trovasse già a Roma sul finire degli anni settanta, al servizio del cardinale Domenico della Rovere in Santa Maria del Popolo. L'ipotesi colmerebbe un vuoto in cui le opere attribuite sono troppo poche per un artista tra i venti e trent'anni che di lì a poco si sarebbe rivelato capace di organizzare e dirigere imprese di grande complessità, con numerosi aiutanti.
Tra le opere attribuite a questa fase ci sono il Crocifisso tra i santi Girolamo e Cristoforo (1475 circa) e il San Girolamo nel deserto (1475-1480), in cui sono fuse un'attenzione al dettaglio di matrice fiamminga e una ricchezza pittorica fatta di colori smaltati e lumeggiature dorate. Alcuni dettagli rimandano a questa fase anche la Madonna col Bambino scrivente e san Girolamo del 1481 e la Madonna col Bambino benedicente del 1480 circa.

### Alla Cappella Sistina

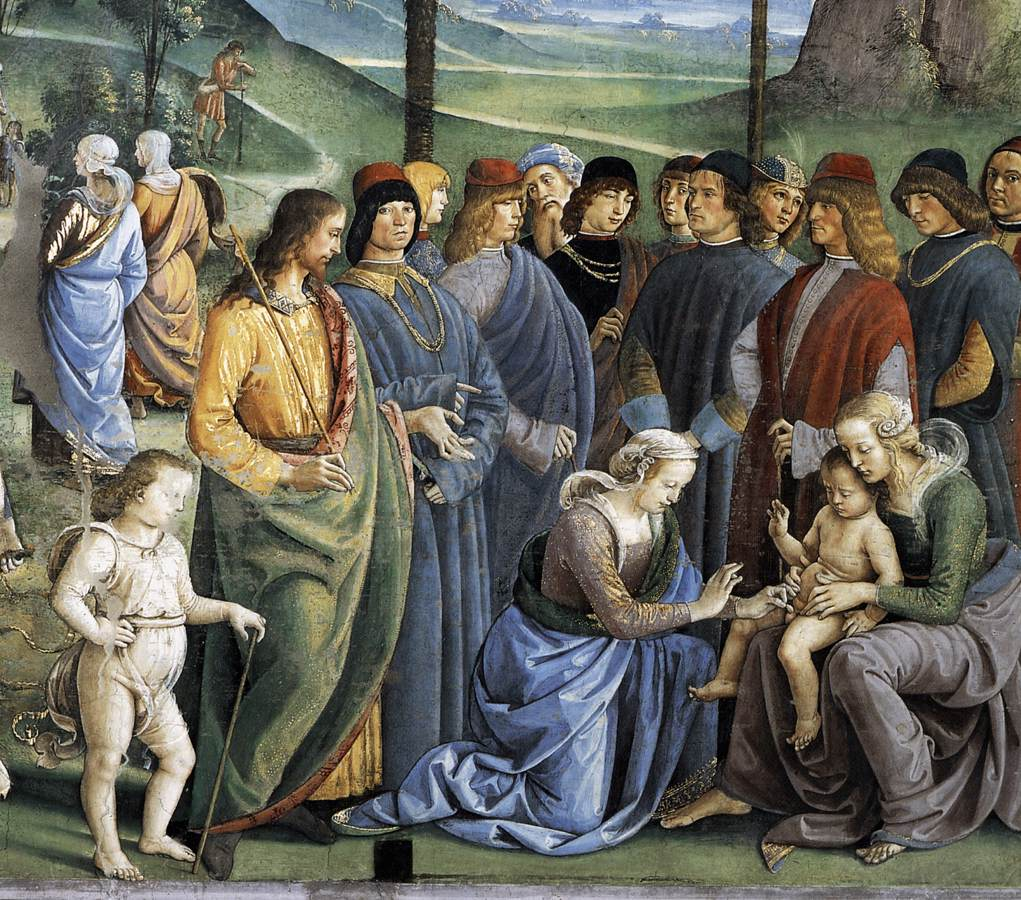
Perugino e aiuti, Viaggio di Mosé, gruppo di astanti già attribuito a Pinturicchio

La presenza di Pinturicchio a Roma al cantiere della Cappella Sistina è testimoniata da un veloce accenno nella sua biografia scritta da Giorgio Vasari, in cui si ricorda la collaborazione al seguito di Pietro Perugino. Non è dato sapere se Perugino si trovasse già a Roma e se avesse partecipato anche ai perduti affreschi della Cappella della Concezione nell'antica basilica di San Pietro in Vaticano (1479).
La critica tradizionale riconosce la mano di Pinturicchio negli astanti delle scene del Viaggio di Mosè in Egitto e del Battesimo di Cristo, mentre la critica più recente ha ridimensionato drasticamente il suo intervento. La solidità dell'impianto volumetrico di tali figure è scarsamente compatibile con la serie di Madonne giovanili, ma anche con gli affreschi successivi e sarebbe piuttosto da riferire ad Andrea d'Assisi soprannominato l'Ingegno, a Rocco Zoppo e più dubitativamente allo Spagna e a Bartolomeo della Gatta, altri collaboratori di Perugino menzionati da Vasari. Da togliere a Pinturicchio sono anche una serie di ritratti e Madonne attribuibili per analogia ai maestri della Sistina, come quelli di Dresda, di Washington e di Denver.
Non è detto però che Pinturicchio non avesse dato un contributo maggiore nelle tre storie perdute del ciclo affrescate da Perugino, la Nascita di Mosè, l'Assunta e la Natività di Cristo, distrutte per lasciar spazio al Giudizio Universale di Michelangelo.
In ogni caso alcuni schemi della Sistina vennero ripresi e sviluppati da Pinturicchio in opere successive, certificando la sua conoscenza diretta del ciclo. Fu proprio tra i collaboratori umbri, toscani, emiliani e laziali conosciuti alla Sistina che Pinturicchio scelse l'eterogeneo gruppo della sua nuova bottega romana, agevolato dalla partenza degli altri maestri quali Botticelli, Cosimo Rosselli, Perugino e Luca Signorelli, che avevano lasciato a opera conclusa un vuoto di presenze carismatiche nell'ambiente romano.

### La cappella Bufalini

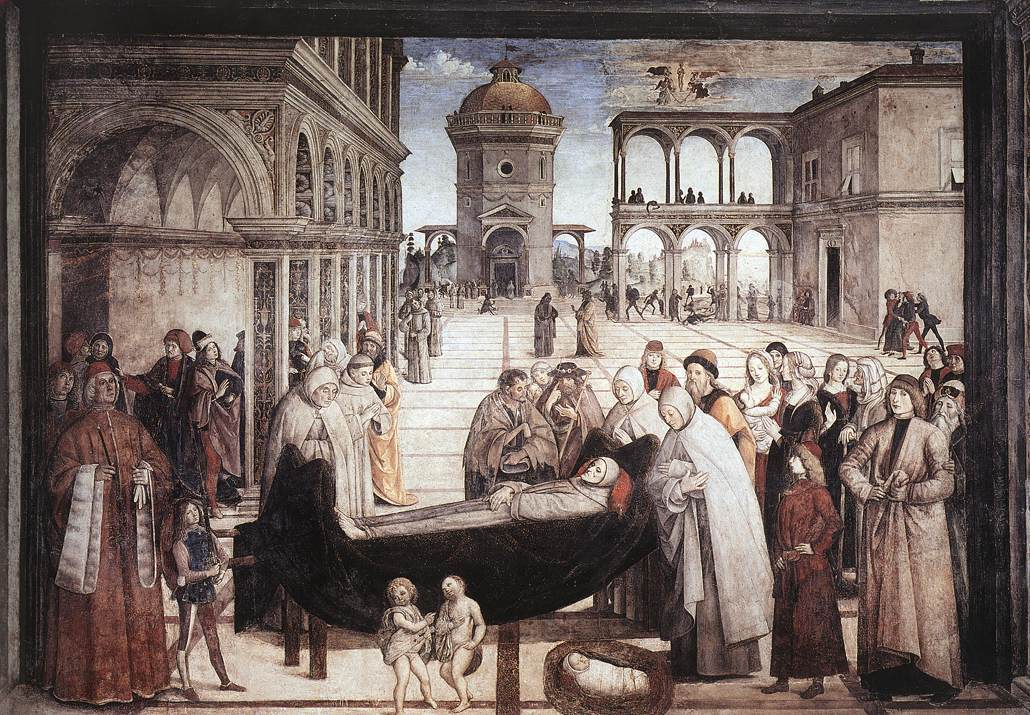
Funerali di san Bernardino, Cappella Bufalini (1484-1486)

Gli affreschi con Storie di san Bernardino nella Cappella Bufalini della chiesa romana dell'Aracoeli sono la prima grande prova dell'arte di Pinturicchio. Vengono in genere datati al 1484-1486 e appartengono a quel periodo in cui la carenza di grandi maestri sulla piazza romana favorì l'ascesa di nuovi talenti. Inoltre la comune provenienza umbra sia del committente, Niccolò di Manno (Riccomanno) Bufalini da Città di Castello che a Roma ricopriva la carica di avvocato concistoriale, che dell'artefice fu probabilmente alla base di un già esistente rapporto di fiducia, come dimostra anche una Madonna dipinta per i Bufalini nella Pinacoteca comunale di Città di Castello (1480 circa). Gli affreschi si dispiegano sulle tre pareti e sulla volta e sono dedicati alla vita e ai miracoli di san Bernardino da Siena, un santo che in quel periodo era oggetto di una vasta opera di promozione devozionale intrapresa dall'ordine Francescano.
Gli schemi usati riecheggiano quelli degli affreschi di Perugino nella Sistina, ma se ne distaccano per una maggiore vivacità e varietas rispetto alla simmetria e alla composta solennità dello stile peruginesco. Ad esempio nei Funerali di san Bernardino l'edificio che domina lo sfondo al termine della fuga prospettica della pavimentazione a scacchiera cita la Consegna delle chiavi, ma i due edifici asimmetrici ad altezze differenti sui lati arricchiscono e variano lo scenario. In primo piano si svolgono i funerali del santo, disteso su un catafalco che, essendo disposto in tralice, aumenta il senso di profondità spaziale e fa meglio interagire i personaggi con lo spazio circostante. In quest'opera sono chiare le molteplici influenze della pittura di Perugino in questa fase: la razionalità prospettica di marca urbinate-perugina, la varietà di tipi e pose nelle folle, ispirata ai fiorentini come Benozzo Gozzoli o Ghirlandaio, la caratterizzazione pungente dei poveri pellegrini e mendicanti, derivata dall'esempio dei fiamminghi.

### Al servizio di Innocenzo VIII

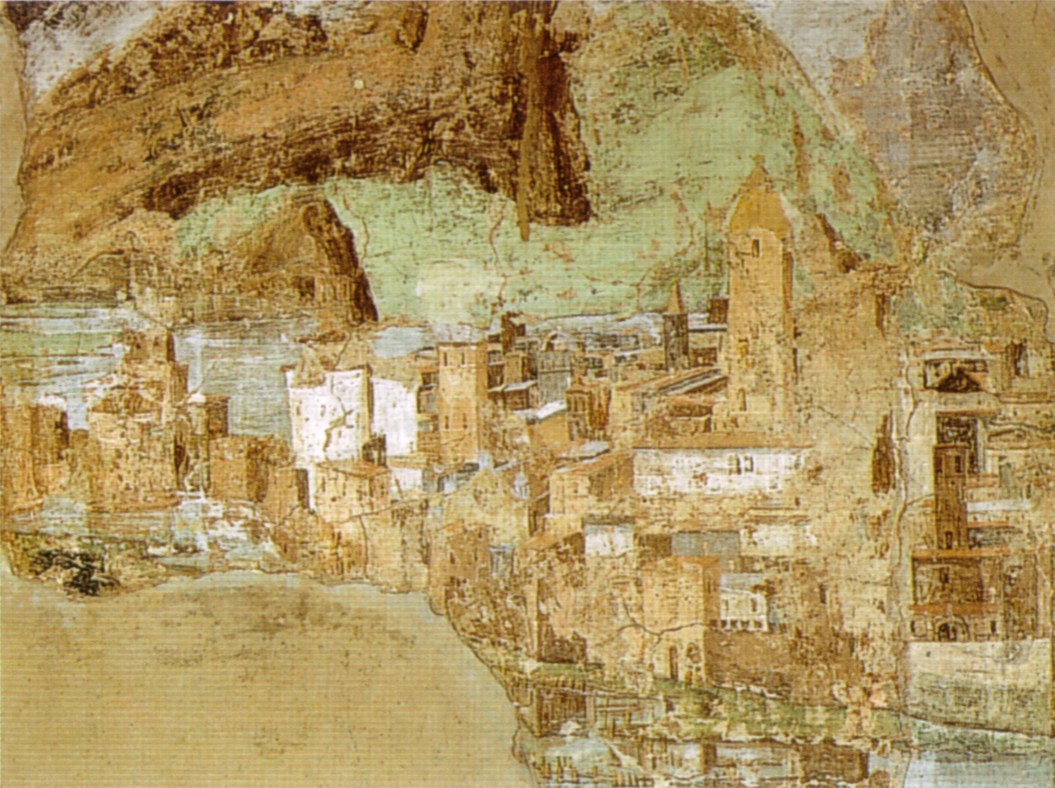
Veduta di città (1488-1490 circa), Museo Pio-Clementino

Dopo l'elezione al soglio pontificio di Innocenzo VIII (1484), Pinturicchio entrò al suo servizio in Vaticano, venendo incaricato di dipingere una serie di Vedute di città italiane per una loggia del Palazzo Apostolico dove il pontefice soleva recarsi nelle sue frequenti convalescenze. La loggia, dopo gli interventi di Bramante per Giulio II, divenne parte del complesso del Belvedere. Il ciclo, che nel 1750 venne visto dal Taja "in lagrimoso stato", venne coperto quando la loggia fu trasformata in galleria per la statuaria classica e riscoperto solo a partire dagli anni trenta del XX secolo, quando furono recuperate ampie porzioni delle vedute, ma purtroppo in cattivo stato di conservazione. In ogni caso è stato possibile ricostruire lo schema della decorazione, che era organizzata in lunette tra pilastri decorati a grisaille e putti reggistemma (molto rimaneggiati successivamente). Il complesso decorativo costituiva una sorta di apertura illusionistica del lato chiuso della loggia verso panorami di città italiane viste "a volo d'uccello" secondo la tradizione fiamminga. Vi erano rappresentate Roma, Milano, Genova, Firenze, Venezia e Napoli, ciascuna nel suo ambiente circostante.
Il ciclo è particolarmente significativo perché rappresenta il primo esempio di ripresa del genere antico della pittura paesistica del secondo stile pompeiano, citato dalle fonti antiche e moderne quali Vitruvio, Plinio il Vecchio e Leon Battista Alberti. Pinturicchio quindi, abbandonando temporaneamente il genere sacro, si metteva in diretta competizione con il pittore classico Ludio, magnificato da Plinio, e diventava protagonista di quel revival antichizzante che proprio in quegli anni prendeva campo influenzando sempre di più la produzione artistica nell'orbita della città papalina. Pinturicchio dovette essere dopotutto uno dei primi a visitare personalmente le "grotte" riscoperte della Domus Aurea e sulla Volta Gialla della reggia neroniana esiste un graffito maldicente che lo riguarda, accusandolo di sodomia.
Successivamente il pittore lavorò assieme al Mantegna ai perduti affreschi della cappella e della sua sagrestia del Belvedere (1488-1490), distrutti nel XVII secolo. Sono pure perdute le decorazioni di alcune stanze sopra il cortile di San Pietro e una tavola con la Madonna, santi e il papa per la cappella della Sacra Lancia nell'antica basilica di San Pietro in Vaticano, distrutta nel 1609.

### Rientro a Perugia

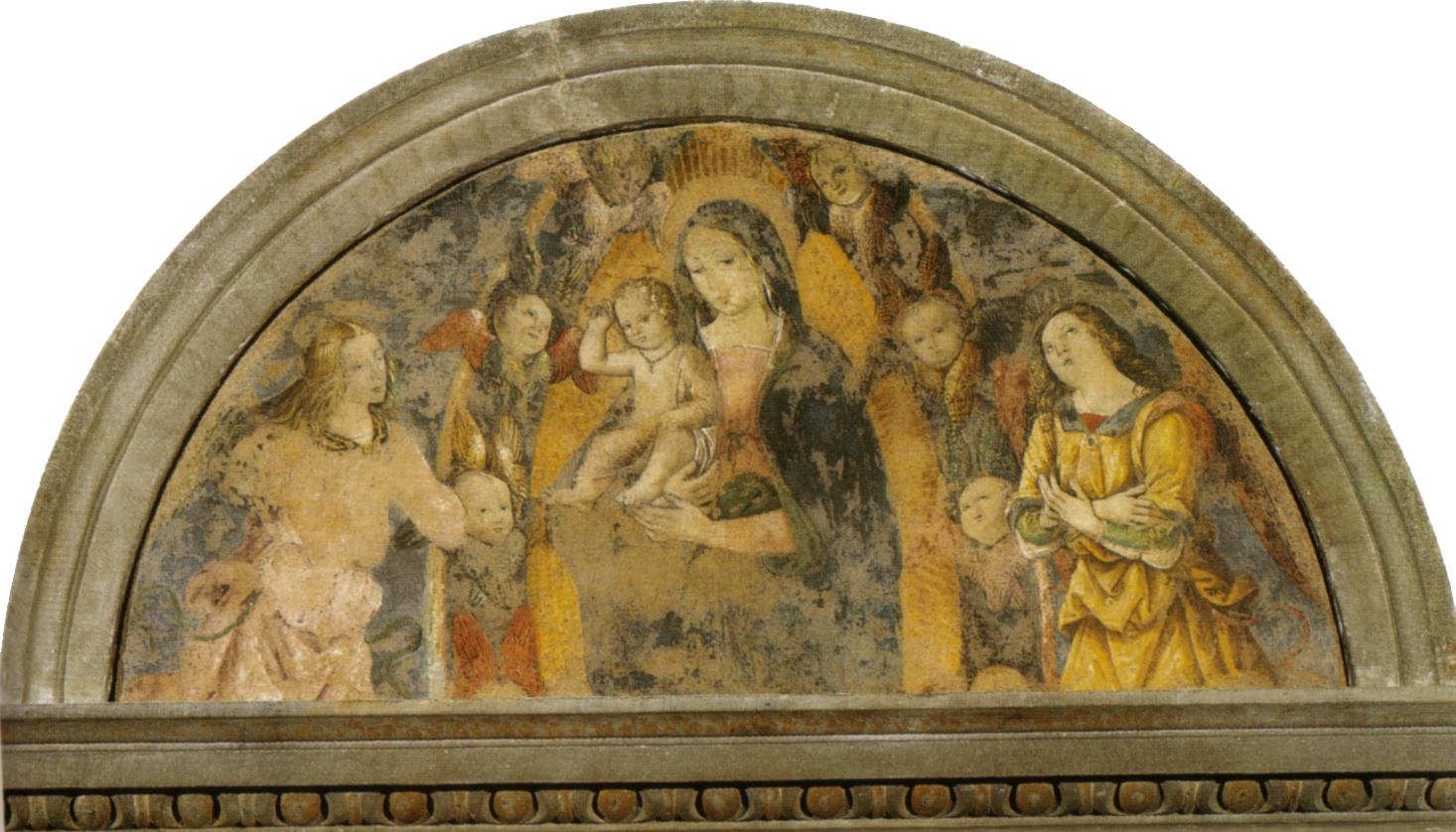
Madonna col Bambino e angeli (1486), palazzo dei Priori, Perugia

Subito dopo la sua iscrizione all'Arte dei Pittori a Perugia (1481) Pinturicchio era partito per Roma, sospendendo i suoi rapporti con la città natale, in cui fece ritorno solo verso il 1485, facendo per un certo periodo la spola tra Roma e l'Umbria. Nel 1485 dipinse un perduto "Padiglione del Sacramento" per le monache di Monteluce e nel 1486 risulta un pagamento per una lunetta nel palazzo dei Priori a Perugia, che è in genere identificata con la Madonna col Bambino e due angeli nella sala dei Catasti, dove è presente anche la mano di un collaboratore, forse Bartolomeo Caporali. I due pittori erano sicuramente legati da rapporti fiduciari, come testimonia una delega di Pinturicchio al secondo per rappresentarlo presso la Compagnia di San Giuseppe a Perugia nel 1489.
A questa fase spettano anche le cinque miniature con Porte di Perugia e santi protettori, del 1486.

### Lavori per i Della Rovere

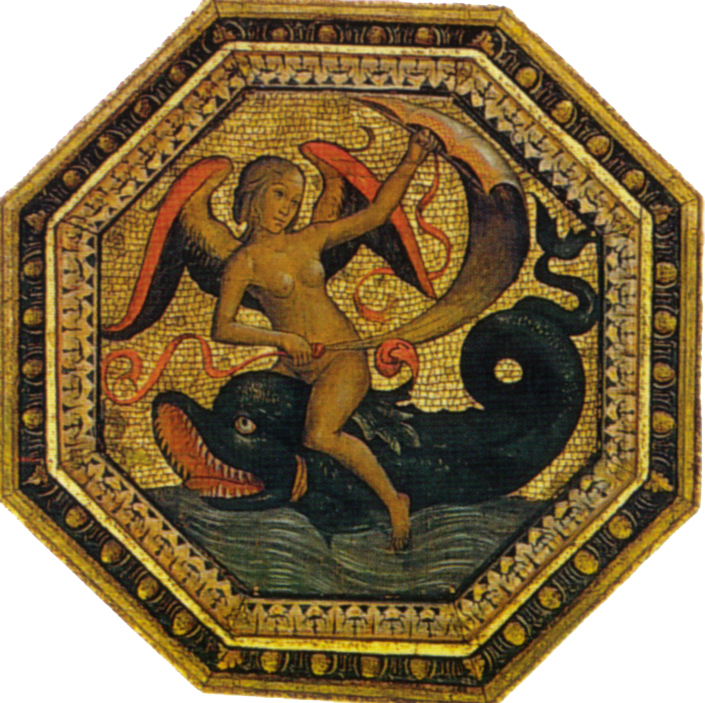
Allegoria della Fortuna, dal Soffitto dei Semidei (1490), palazzo dei Penitenzieri, Roma

Nel corso degli anni ottanta lavorò nei palazzi dei Della Rovere. Per il cardinale Domenico dipinse vari ambienti del palazzo nel Borgo, detto poi dei Penitenzieri, oggi affacciato su via della Conciliazione, tra cui spicca l'ambiente col cosiddetto Soffitto dei Semidei. In quest'opera, datata 1490, compose un soffitto di cassettoni lignei dorati ottagonali con 63 fogli di carta dipinti con soggetti mitologici e allegorici, trattati a finto mosaico dorato. La ricchezza di spunti iconografici, la ricerca antiquaria e l'attenzione al dettaglio sono qui fuse con un'abilità tipica del miniatore quale il Pinturicchio era, oltre che pittore, spiegando così il ricorso a immagini di tradizione medievale che nel Rinascimento erano ancora vive proprio nella produzione miniata.

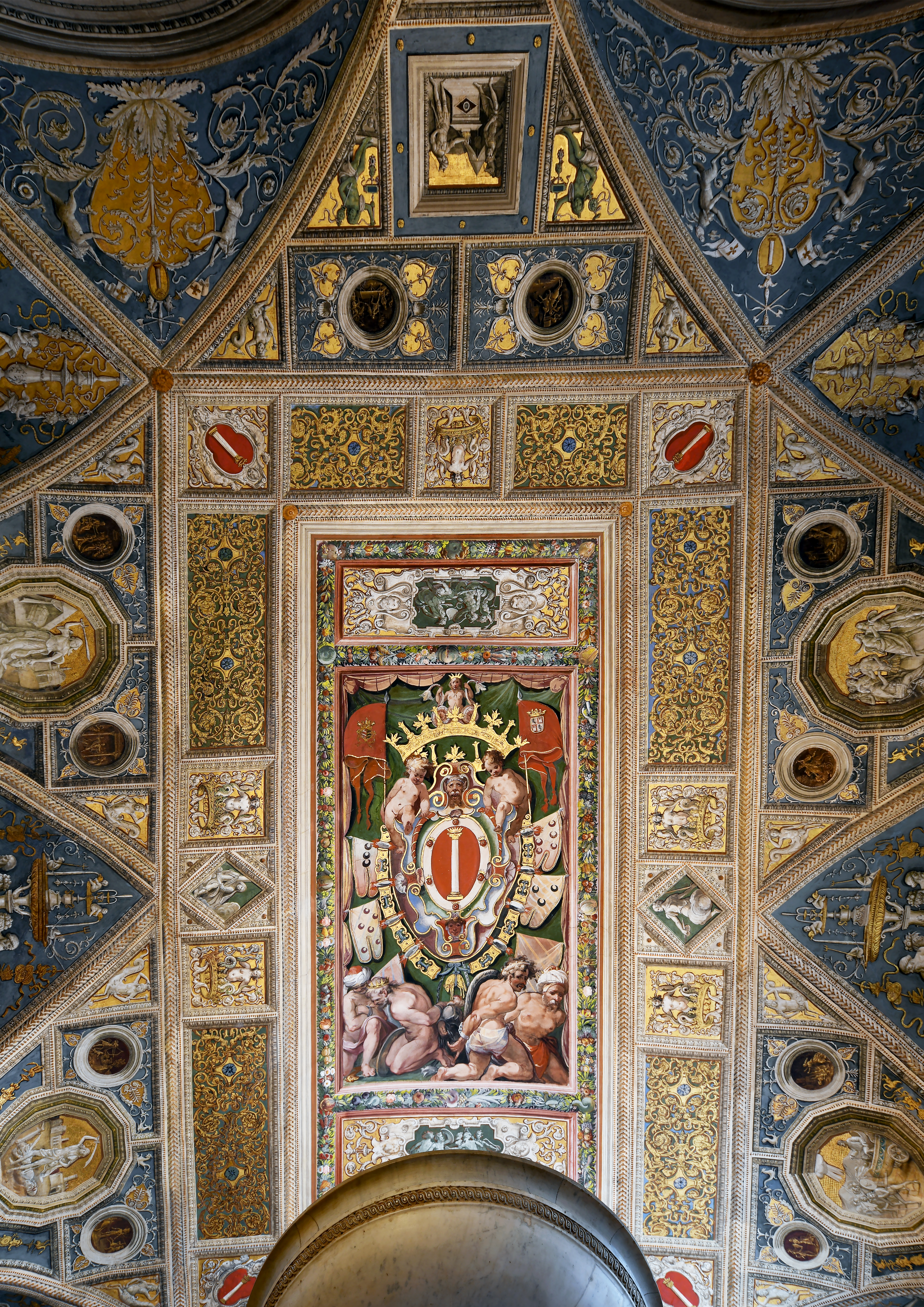
Gli affreschi nella Sala della Fontana in Palazzo Colonna già di Giuliano della Rovere

Verso il 1485-1490 venne incaricato di affrescare con motivi decorativi una sala al pianterreno di palazzo Colonna in piazza Santi Apostoli, all'epoca residenza del cardinale Giuliano Della Rovere, futuro Giulio II. Si tratta di una serie di vele e pennacchi con candelabri, cornici geometriche e scene bibliche e della storia antica sullo sfondo di finti mosaici dorati, completate poi nel Seicento da scene di battaglia nelle lunette. L'effetto antichizzante dell'insieme si inserisce nel clima di erudizione antiquaria delle cerchie dei Della Rovere e dei Colonna, con citazioni precise nelle figure a singole statue o rilievi antichi visibili in Roma.

### Le cappelle di Santa Maria del Popolo

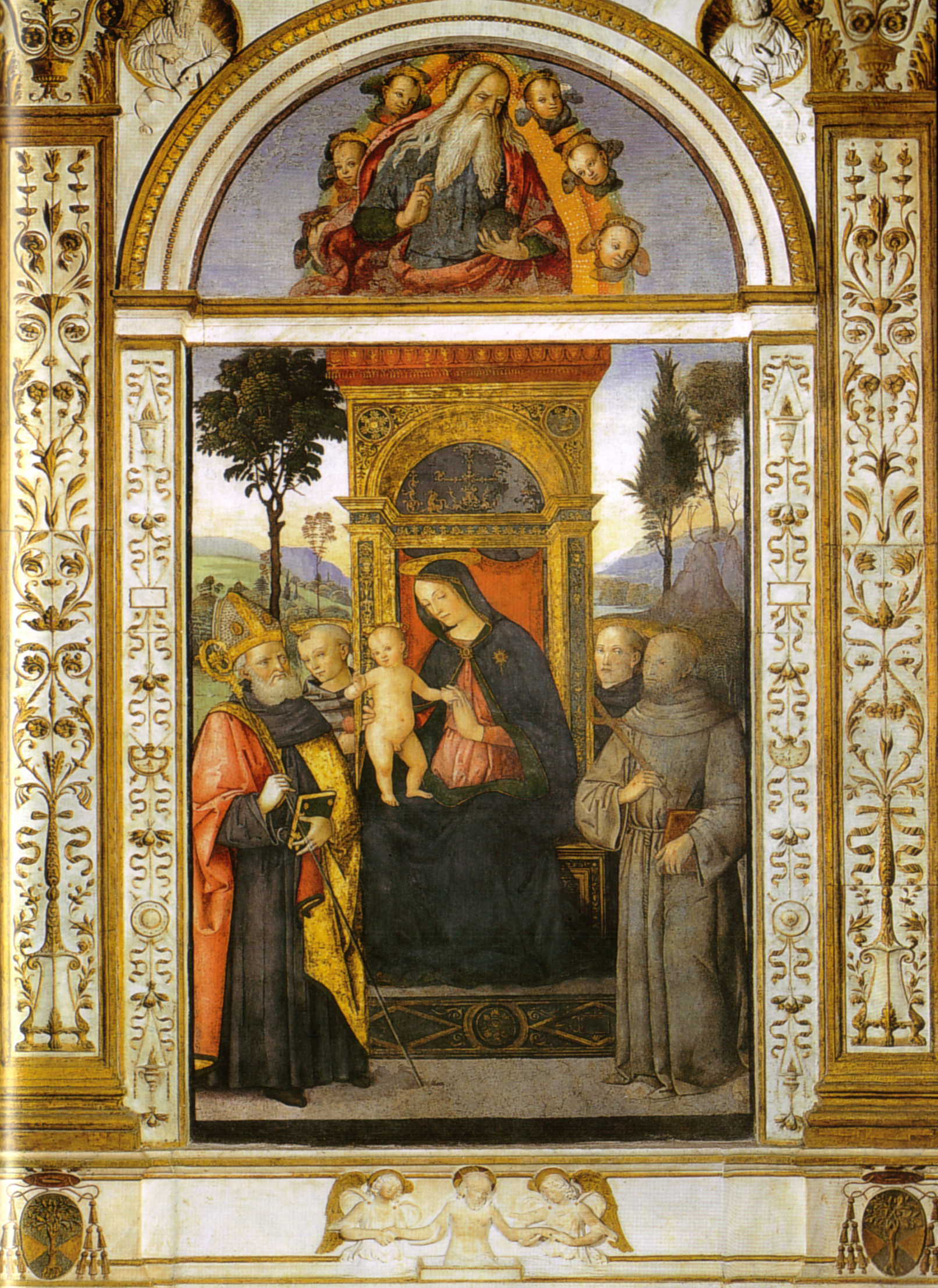
Madonna in trono col Bambino e santi, Cappella Basso Della Rovere (1484-1492)

Con la ricostruzione della basilica di Santa Maria del Popolo voluta da Sisto IV, Pinturicchio fu chiamato ad affrescare diverse cappelle, forse quattro, sicuramente due. Si tratta della Cappella del Presepio, del cardinale Domenico Della Rovere, e della Cappella Basso Della Rovere. Se l'attribuzione di questi due cicli di affreschi è indiscussa, più problematica è la datazione.
Per la prima si tende a indicare il 1488-1490, in concomitanza ai citati lavori al palazzo del cardinale, ma c'è anche chi la indica anteriore alla Cappella Bufalini, riferibile quindi agli anni settanta o comunque anteriore al 1482, poiché l'epigrafe dedicatoria al cardinale non reca il titolo di arcivescovo di Torino, ricevuto in quell'anno. Per la seconda la date oscillano entro il 1484 e il 1482..
La Cappella del Presepio ha un impianto più semplice, con una serie di lunette con Storie di san Girolamo (in cattivo stato di conservazione) e una pala d'altare affrescata con l'Adorazione del Bambino, con brani di alta pittura, soprattutto nella testa della Vergine e nel Bambino. Notevoli sono le grottesche policrome su sfondo giallo-oro nei pilastrini e negli sguanci delle finestre, ricchi di invenzioni iconografiche e caratterizzate da una sveltezza pittorica che rimanda a uno studio del ductus della pittura compendiaria dell'età imperiale; interamente ascritte alla mano del maestro, che vi mise in pratica un'ardita sperimentazione, sono tra le più riuscite del genere in assoluto.

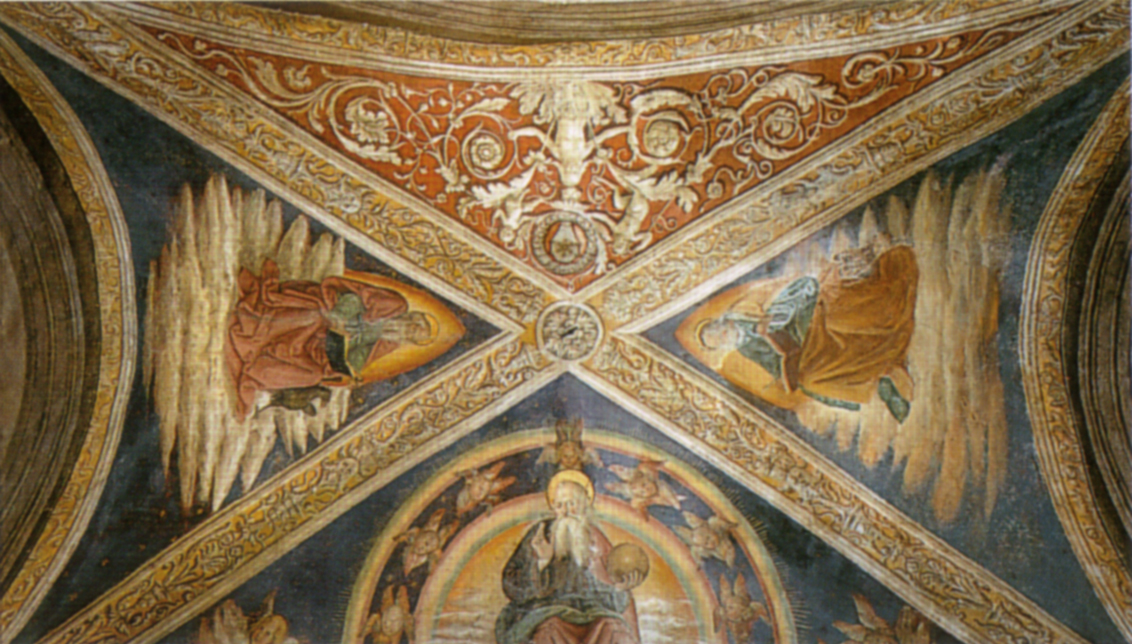
Volta della Cappella Ponziani, prima campata (1485-1490)

La Cappella Basso Della Rovere presenta un maggiore impegno decorativo, con un vero e proprio finto loggiato, impostato con colonne in porfido dai capitelli corinzi dorati, poggianti su un basamento decorato da scranni e bassorilievi illusionistici a monocromo. Due libri dipinti, in perfetta prospettiva, poggiano su uno dei sedili dipinti, illudendo lo spettatore. Nelle cinque lunette dipinte si trovano altrettante Storie della Vergine, oggi molto deteriorate e soggette a ridipinture. Sulla parete dell'altare si trova il grande affresco con la Madonna in trono col Bambino tra i santi Agostino, Francesco, Antonio da Padova e un santo monaco, con lunetta che mostra l'Eterno benedicente e su altre due pareti si vedono l'affresco dell'Assunzione della Vergine e la tomba col monumento funebre di Giovanni Basso della Robbia, sormontato da una lunetta affrescata con il Cristo morto sorretto da due angeli. In questo lavoro è più evidente il ricorso a diverse maestranze, tra cui si è fatto il nome anche del bolognese Amico Aspertini.
Nello stesso periodo Pinturicchio lavorò anche alla volta della Cappella Ponziani in Santa Cecilia in Trastevere, divisa in due campate con il Padre Eterno, gli Evangelisti e girali a monocromo con lo stemma Ponziani in stucco. Le candelabre che corrono sui costoloni hanno forti legami stilistici con gli ornati di palazzo Colonna.

### Madonna della Pace e altre Madonne

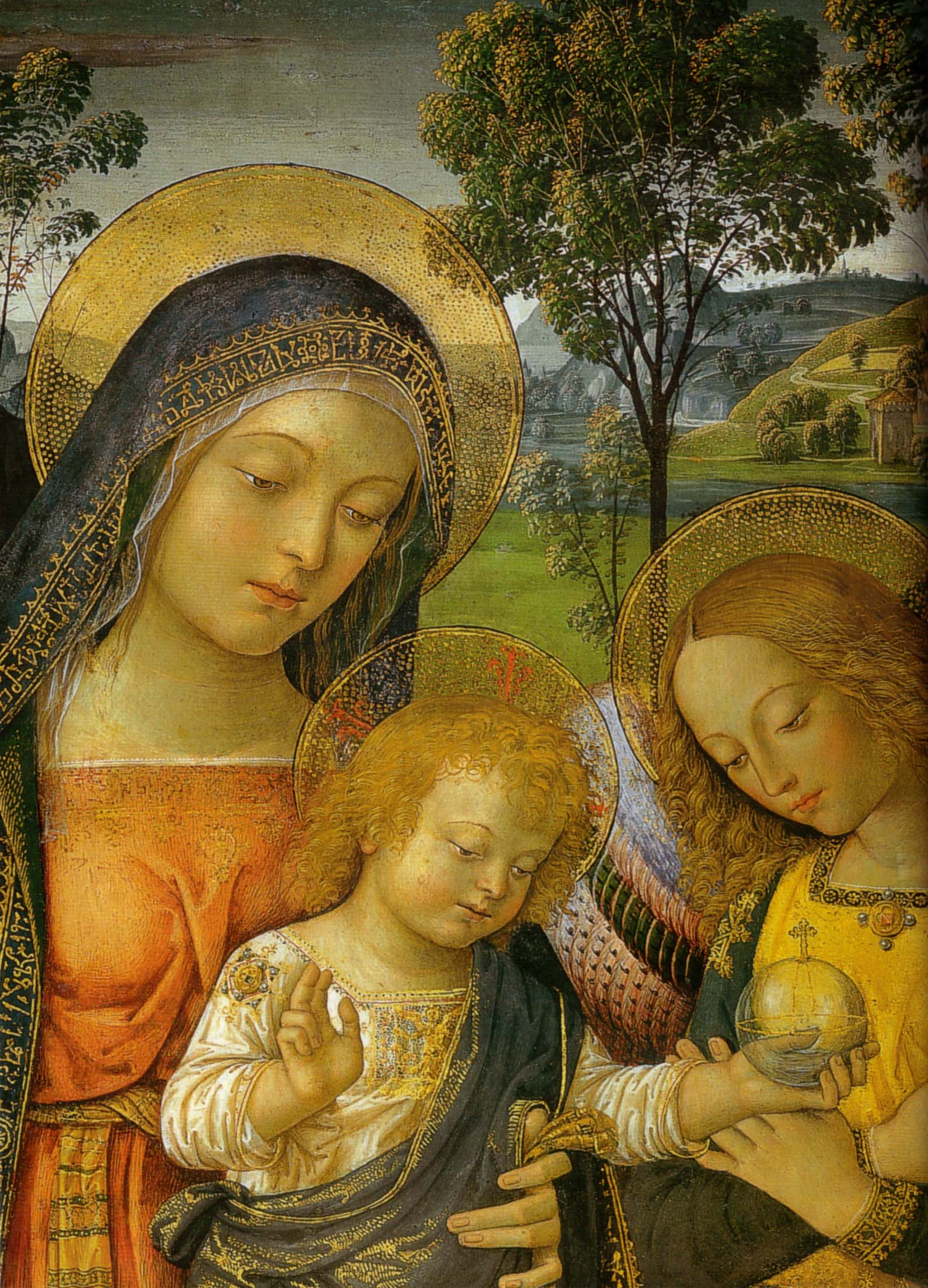
Madonna della Pace di San Severino Marche (dettaglio, 1490 circa)

Verso il 1490 Pinturicchio dipinse la tavola della Madonna della Pace per San Severino Marche, opera interamente autografa dipinta a Roma per Liberato Bartelli che la inviò a San Severino Marche, la quale testimonia le potenzialità espressive e la perizia tecnica raggiunta dall'artista. La composizione è complessa ma serena, le figure in primo piano monumentali e plastiche, i volti di una bellezza ideale, rarefatta, con una studiata inclinazione delle teste e dei gesti. I panneggi sono meticolosamente delicati e ricchi di decorazioni eseguite in punta di pennello, come la veste del Bambino che presenta un ricamo perfettamente riprodotto sul petto e bagliori dei riflessi delle perle incastonate sulla manica. Abbagliante è la profusione dell'oro, spesso steso a puntini che creano un pulviscolo luminoso di grande suggestione.
Dal prototipo della Madonna di San Severino, di qualità eccelsa, derivano altre Madonne considerate sempre autografe ma più semplici, come la Madonna col Bambino leggente (North Carolina Museum of Art di Raleigh), la Madonna col Bambino scrivente (Philadelphia Museum of Art), databili tra il 1494 e il 1498. Altre Madonne, come quella nella collezione Kress della National Gallery di Washington, sono invece ritenute derivazioni di bottega.
Nel 1492 l'artista appose la data per la prima volta, su un'opera che ci sia pervenuta, nella Madonna del Latte oggi a Houston, opera di grande raffinatezza, quasi miniaturistica.

### Al servizio di papa Borgia

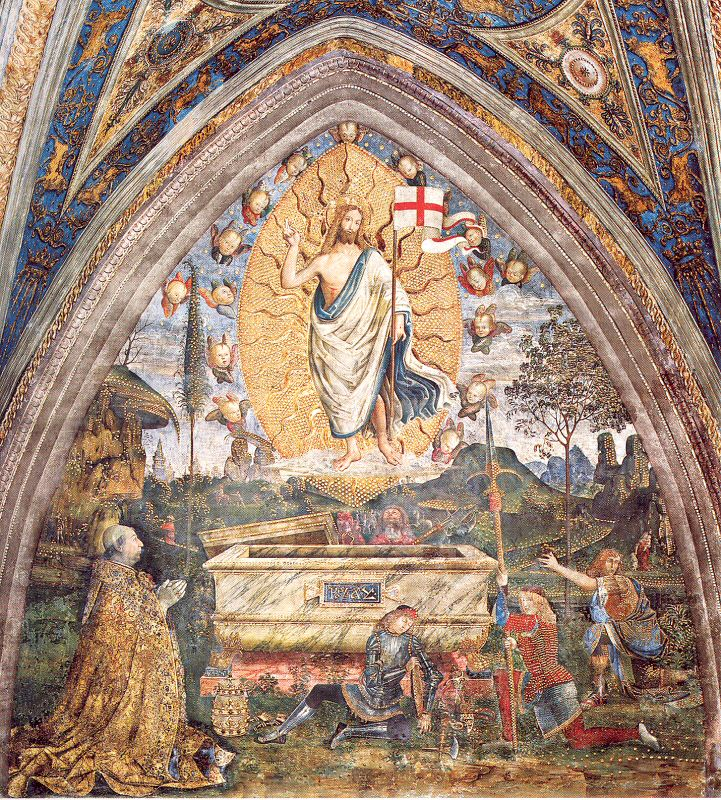
Appartamento Borgia, Resurrezione di Cristo con papa Alessandro VI inginocchiato (1492-1494)

Nel corpo quattrocentesco dei Palazzi Vaticani edificato sotto Niccolò V, papa Alessandro VI, al secolo Rodrigo Borgia, fece rinnovare e abbellire sei grandi stanze, dette Appartamento Borgia, aggiungendo anche una torre, che in seguito fu ribassata e trasformata. I lavori di decorazione interna vennero affidati al Pinturicchio, che procedette con una notevole solerzia, grazie a un articolato gruppo di collaboratori, iniziando nell'autunno 1492 e terminando, forse già in sua assenza, nel 1494. Si trattò dell'impresa più impegnativa della carriera del pittore, un progetto artistico così vasto ed ambiziosamente unitario che non aveva precedenti nell'Italia rinascimentale, fatta eccezione per il ciclo della Cappella Sistina.
Il risultato fu uno scrigno di decorazioni preziose e raffinate, con un gusto sovraccarico di dorature e grottesche in cui baluginano continuamente i riflessi dell'oro su pareti e soffitti, legandosi al retaggio del gotico internazionale fuso con il gusto per l'ornato di matrice ispano-moresca, legato alle origini valenciane del committente. Il programma iconografico fondeva la dottrina cristiana con continui richiami al gusto archeologico allora in voga a Roma, e fu quasi sicuramente dettato dai letterati della corte papale. I temi sono più e meno tradizionali: oltre a Profeti, Sibille, Apostoli, Arti Liberali e Scene della vita di Cristo, di Maria e dei Santi, vennero inseriti motivi paganeggianti, tratti dalla mitologia, volti a celebrare in modo allegorico il committente. Emblematico è il ripescaggio della leggenda greco-egiziana di Io/Iside e Api/Osiride, in cui la doppia trasformazione dei protagonisti in bovini rimanda all'arme araldica dei Borgia e ad altri significati legati alla celebrazione di papa Alessandro come sovrano pacificatore

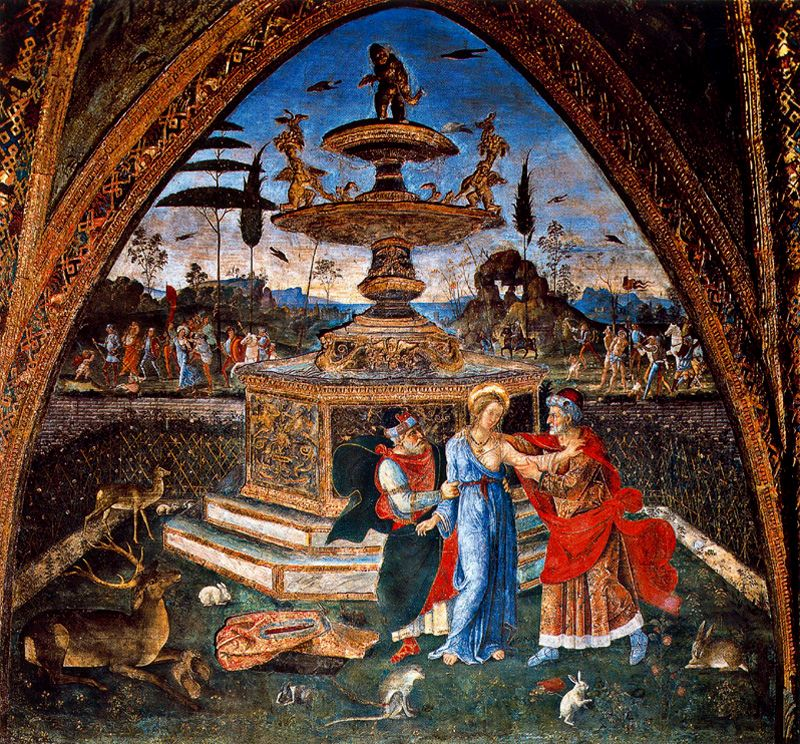
Appartamento Borgia, Susanna e i vecchioni (1492-1494)

Tra i numerosi maestri che lavorarono all'impresa sono stati citati Piermatteo d'Amelia o un suo seguace, il Pastura, Raffaellino del Garbo, Tiberio d'Assisi, Niccolò di Bartolomeo della Bruggia, Morto da Feltre. Le parti autografe del Pinturicchio si concentrano nelle ultime sale, dette "camere segrete" poiché riservate solo al papa e ai suoi intimi, la Sala dei Santi e quella dei Misteri.
Subito dopo la conclusione dei lavori, o anche poco prima, Pinturicchio tornò in Umbria per attendere a varie commissioni. Non venne però dimenticato dal papa che, dopo le turbolente vicende del 1495 con la calata dell'esercito di Carlo VIII di Francia in Italia, richiamò il pittore a Roma per una nuova, grande impresa decorativa: la decorazione degli ambienti del torrione davanti a Castel Sant'Angelo, terminate nel 1497 e completamente perdute per la distruzione dell'edificio. Il ciclo mostrava in sei scene la "cronaca dipinta" degli avvenimenti del 1495, rivisti e corretti alla luce di un'interpretazione favorevole alla politica papale. Le scene, di inusuale argomento storico contemporaneo, comprendevano numerosi ritratti di contemporanei illustri, che nel XVI secolo vennero copiati per il museo di Paolo Giovio a Como, a loro volta riprodotti nella Serie gioviana degli Uffizi.
Inoltre Pinturicchio e la sua bottega avevano decorato, a detta del Vasari, con "infinite grottesche" gli ambienti di Castel Sant'Angelo dove il papa aveva fatto collocare anche mattonelle invetriate di Manises, ma andarono perdute con le modifiche seicentesche alla struttura.
Al periodo borgiano risale anche la Virgen del las Fiebres, ovvero la Madonna col Bambino scrivente e vescovo inginocchiato oggi nel Museo de Bellas Artes di Valencia, inviata dal cardinale Francesco Borgia nella cappella sepolcrale nella collegiata di Játiva, sua città natale.

### Lavori in Umbria

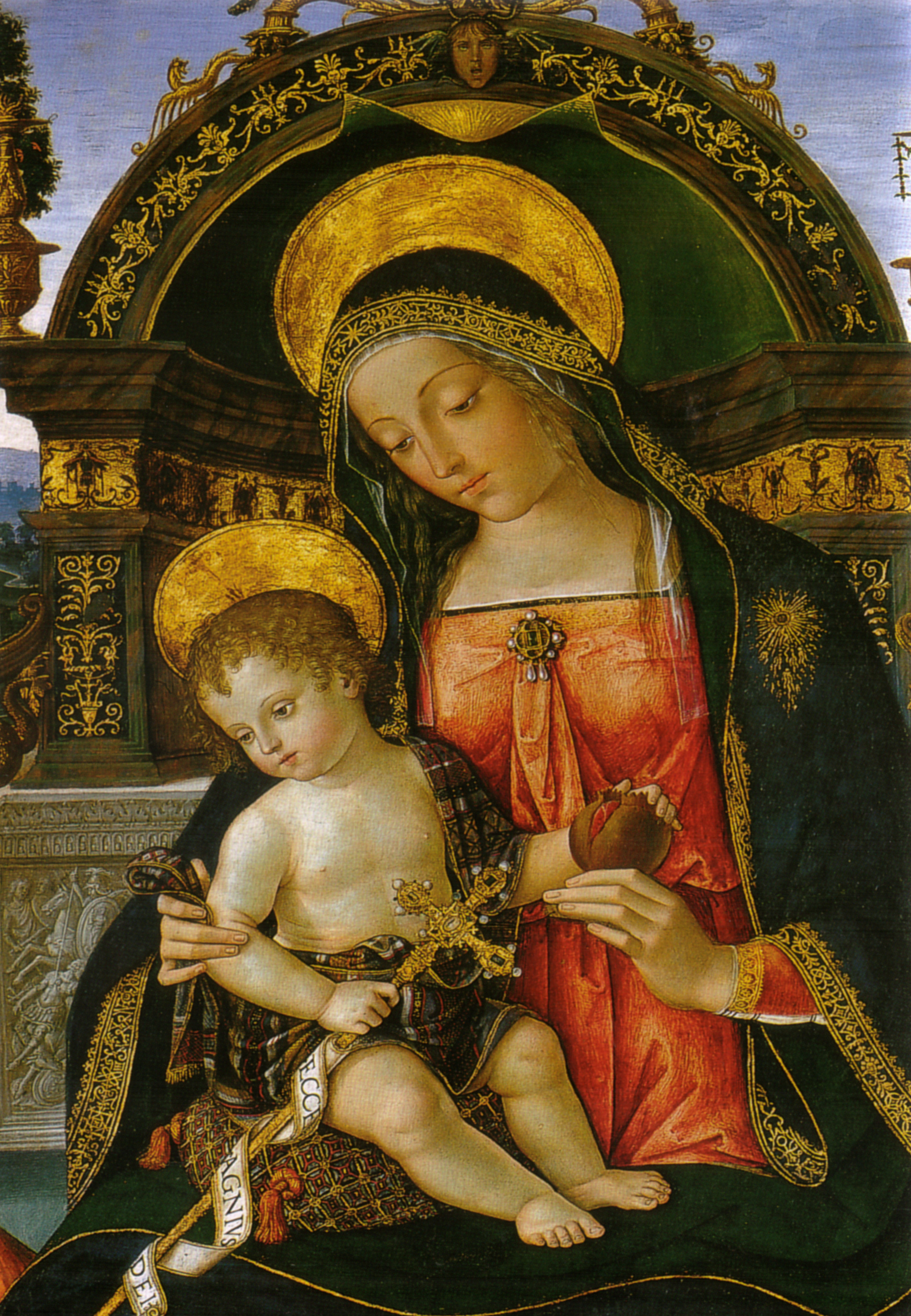
Pala di Santa Maria dei Fossi (1496-1498), dettaglio

Durante il soggiorno a Roma Pinturicchio mantenne sempre rapporti privilegiati con l'Umbria. Nel 1492 si assunse l'impegno per dipingere il coro del Duomo di Orvieto, ma alla fine dovette abbandonare l'impresa lasciando che un suo assistente, un tale "Ciancio del Pentoricchio", dipingesse un San Marco e un Sant'Ambrogio su suo disegno.
Verso il 1494, quando i lavori all'Appartamento Borgia erano finiti o in via di conclusione, Pinturicchio ritornò a Perugia. Qui il 14 febbraio 1496 stipulò il contratto per dipingere, entro due anni, una monumentale pala d'altare a più scomparti per l'altare maggiore della chiesa di Santa Maria dei Fossi. L'opera, oggi nella Galleria Nazionale dell'Umbria, venne minuziosamente descritta nel contratto di allocazione e una volta realizzata fu ampiamente lodata, anche nei secoli successivi. Nonostante ciò andò smembrata con le soppressioni napoleoniche e venne ricomposta solo nel 1863, separando la predella e senza i pilastrini, andati ormai perduti. L'opera fece da prototipo per varie Madonne di quegli anni.

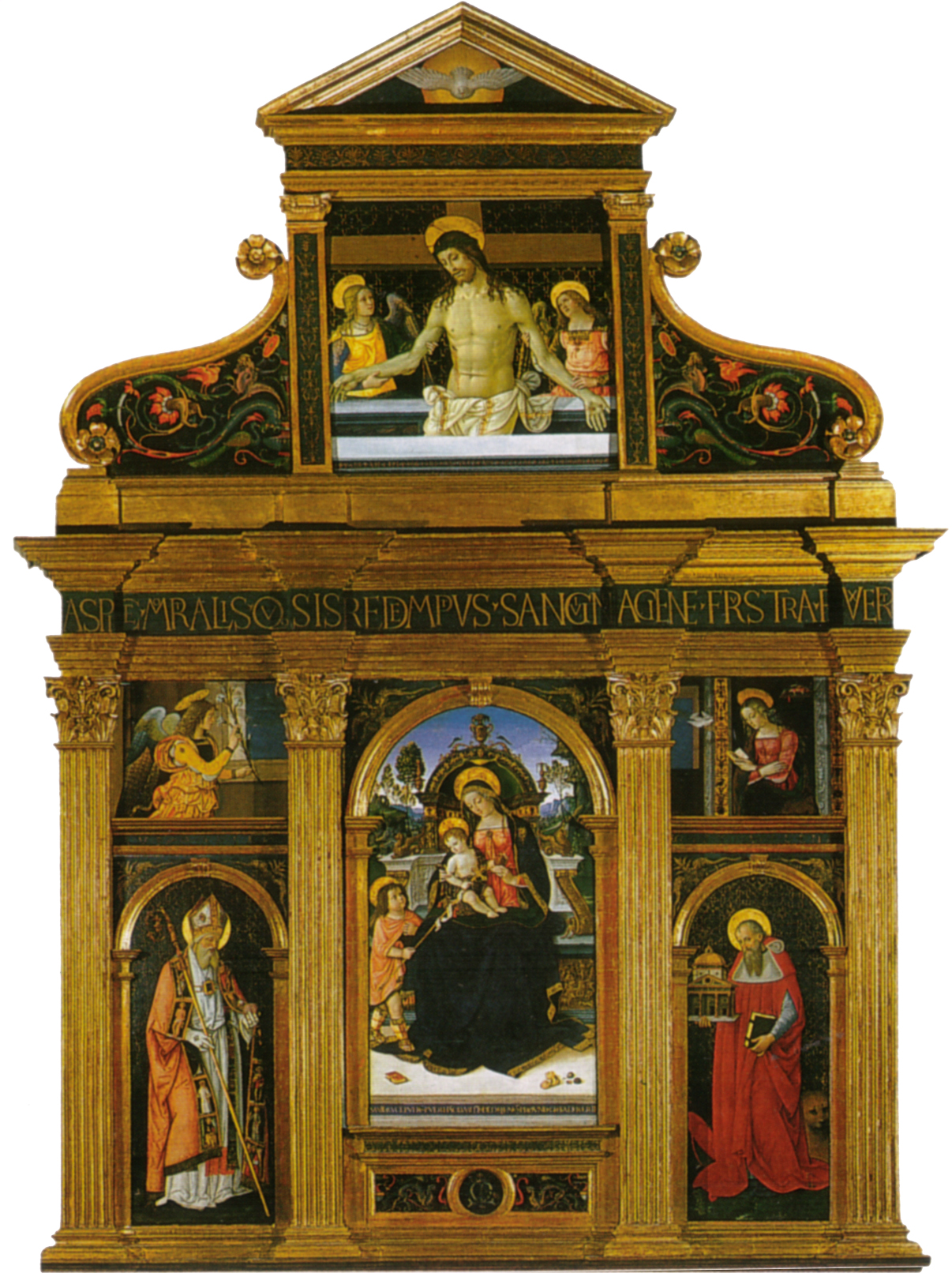
Pala di Santa Maria dei Fossi

Nel 1497 datò gli affreschi della cappella del vescovo Eroli nel Duomo di Spoleto, commissionati dal vescovo Costantino Eroli (Madonna con Bambino con santi e nella lunetta sormontata dallo stemma degli Eroli Dio benedicente tra angeli), oggi molto danneggiati ma interessanti per il vivace gusto antiquario, nuovo per l'area umbra.
Nel 1500 dipinse l'ornato Sant'Agostino tra i flagellanti, per l'omonima confraternita perugina.

### La Cappella Baglioni

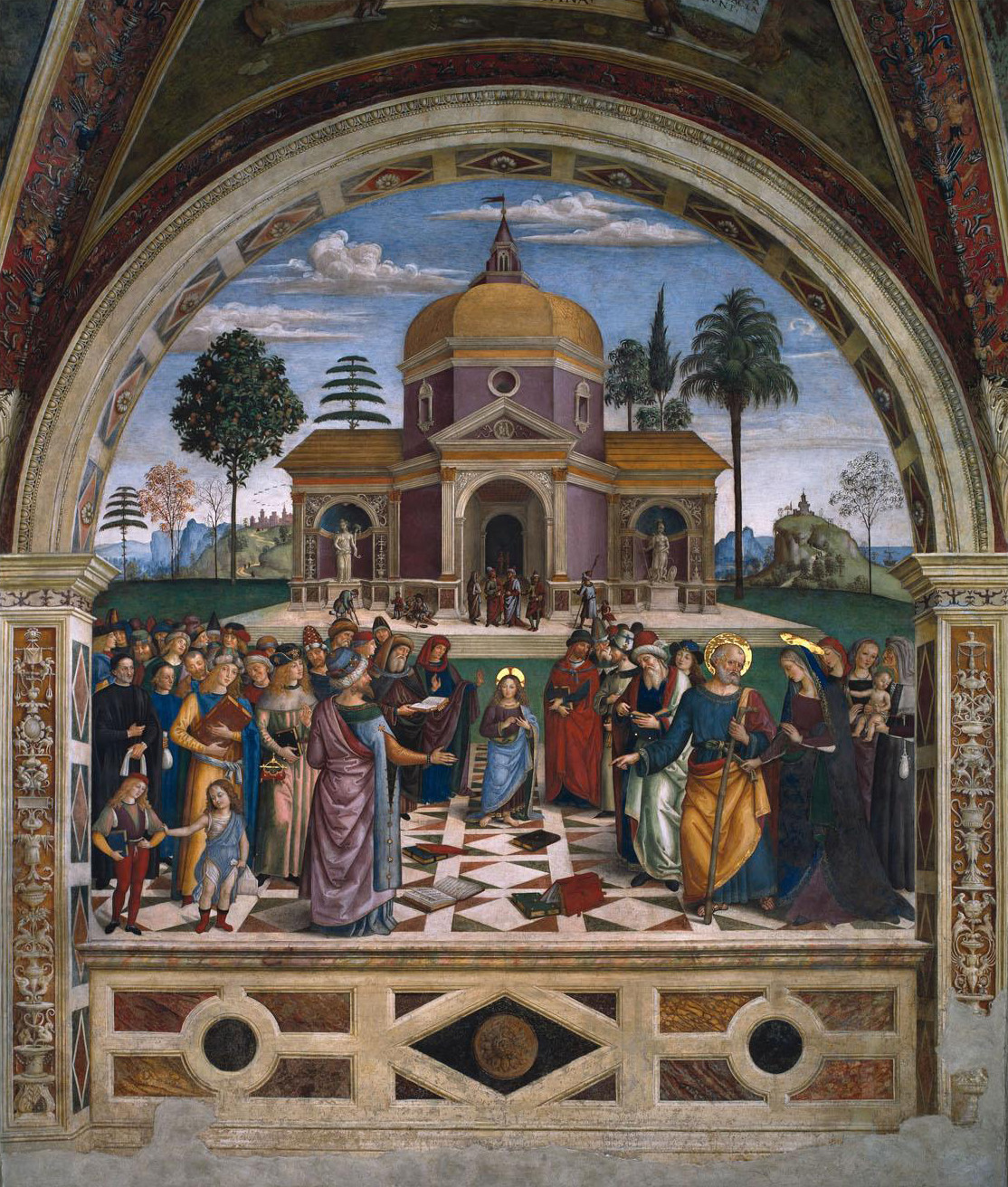
Cappella Baglioni, Disputa di Gesù coi dottori (1500 circa-1501)

L'ultimo lavoro prima di partire dall'Umbria fu l'importante ciclo di affreschi con Storie di Maria e dell'infanzia di Gesù della Cappella Baglioni nella chiesa di Santa Maria Maggiore a Spello, conclusi nel 1501. Spiccano l'Annunciazione, curata illusionisticamente, in cui si trova anche l'autoritratto del pittore, e la Disputa coi dottori, dove riusò il tema dello spazio urbano dominato da un maestoso edificio a pianta centrale, come nella cappella Bufalini, ispirato alla Consegna delle chiavi del Perugino.
Mentre lavorava a Perugia a una pala con l'Incoronazione della Vergine per la chiesa di Santa Maria della Pietà di Castel della Fratta (oggi alla Pinacoteca Vaticana) dovette ricevere altre commissioni, infatti lasciò l'opera a Giovanni Battista Caporali (1505).

### Passaggio per Roma
Nel 1502 Pinturicchio si apprestava a lasciare l'Umbria e dettò testamento, menzionando la moglie Grania e una figlia, Clelia. Prima di recarsi a Siena, dove lo attendeva l'importante commissione per i Piccolomini, tornò a Roma, dove lavorò di nuovo nella basilica di Santa Maria del Popolo, affrescando per il cardinale Raffaele Riario dodici lunette nel distrutto chiostro. Esse rappresentavano le Storie di Gesù, della Vergine, una Sacra conversazione e una Madonna della Misericordia, che vennero tutte perdute nel 1811. Ne restano una riproduzione di F. Giangiacomo e due frammenti di un'Adorazione dei Magi, già in collezione Chigi, che testimoniano la bella fattura pittorica con intervento diretto del maestro.
Forse è databile a questo breve soggiorno romano la pagina miniata del Crocifisso coi dolenti nella Biblioteca Vaticana (Barb. Lat., 614. c. 219).

### La Libreria Piccolomini di Siena

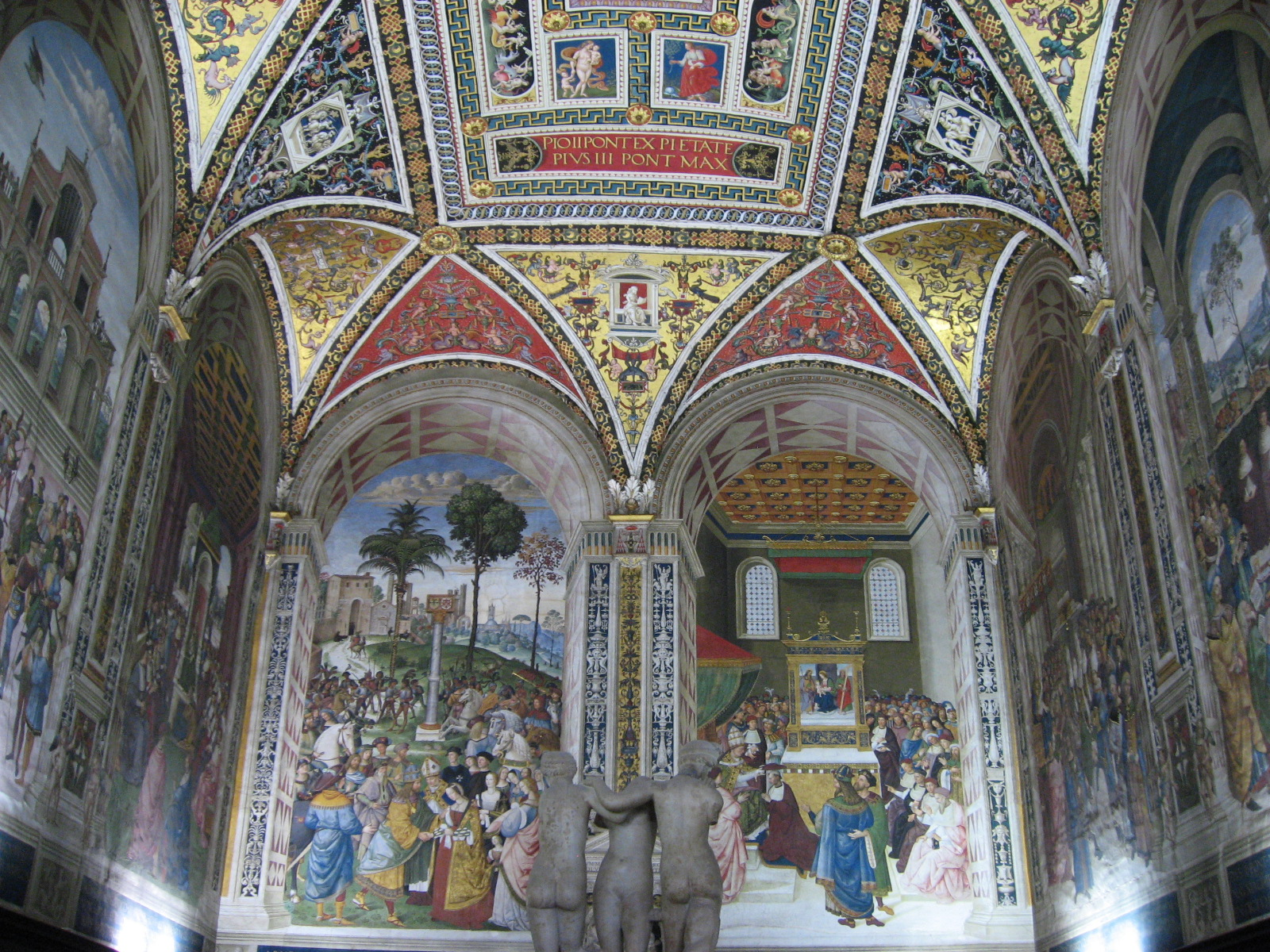
Interno della Libreria Piccolomini (1502-1507/08)

Il cardinal Francesco Piccolomini Todeschini (poi papa Pio III), vescovo di Siena, affidò a Pinturicchio la decorazione di un ambiente del Duomo di Siena, detto Libreria Piccolomini, destinato ad accogliere la mai arrivata collezione libraria dello zio Enea Silvio Piccolomini (papa Pio II) e a perpetuare la memoria della sua vita.
Il contratto venne stipulato il 29 giugno 1502 ed entro il 1503 doveva essere stata completata la prima fase, con la volta e la griglia architettonica alle pareti: in quella data il committente venne eletto papa come Pio III e in quelle decorazioni il suo stemma compare ancora col cappello cardinalizio. Entro tale data dovevano essere pronte anche le due grandi vetrate. Il papa morì appena dieci giorni dopo, il 10 ottobre, facendo interrompere i lavori. Il pittore si dedicò così ad altri incarichi, restando però a Siena.
Le storie di Pio II vennero riprese solo intorno al 1505, probabilmente con un nuovo contratto sottoscritto dagli eredi, del quale però non esiste traccia. Nel 1507 l'impresa dovette essere terminata, se in quella data il pittore iniziò ad accettare altre commissioni dall'Umbria, pur restando nella città toscana. Tra i numerosi garzoni impiegati nell'impresa dovettero esserci anche il poi noto pittore bolognese Amico Aspertini e il giovane Raffaello, che testimoniano la rilevanza dell'impresa, vero e proprio crocevia artistico dell'Italia centrale di quegli anni.

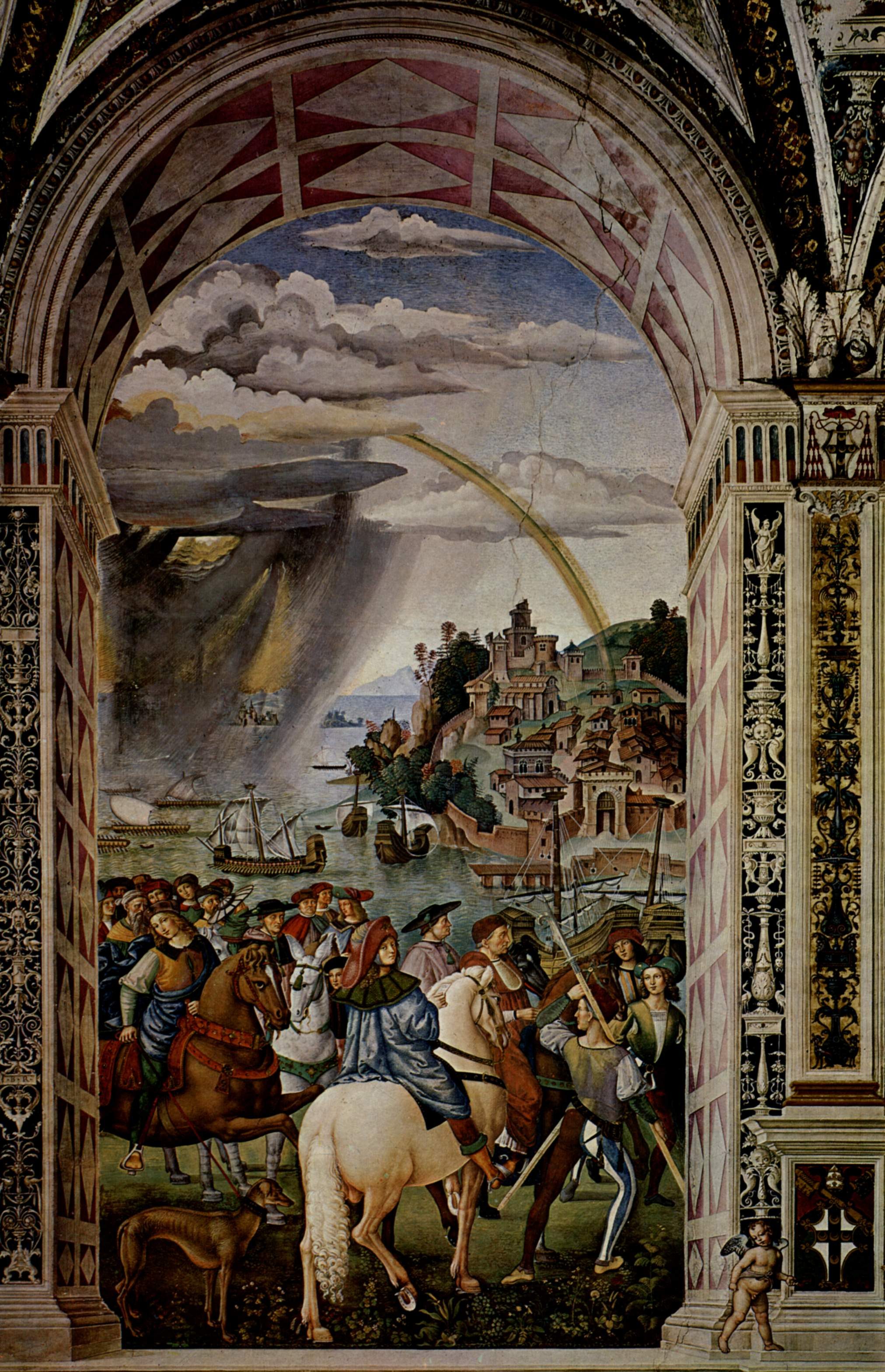
Enea Silvio Piccolomini parte per il concilio di Basilea

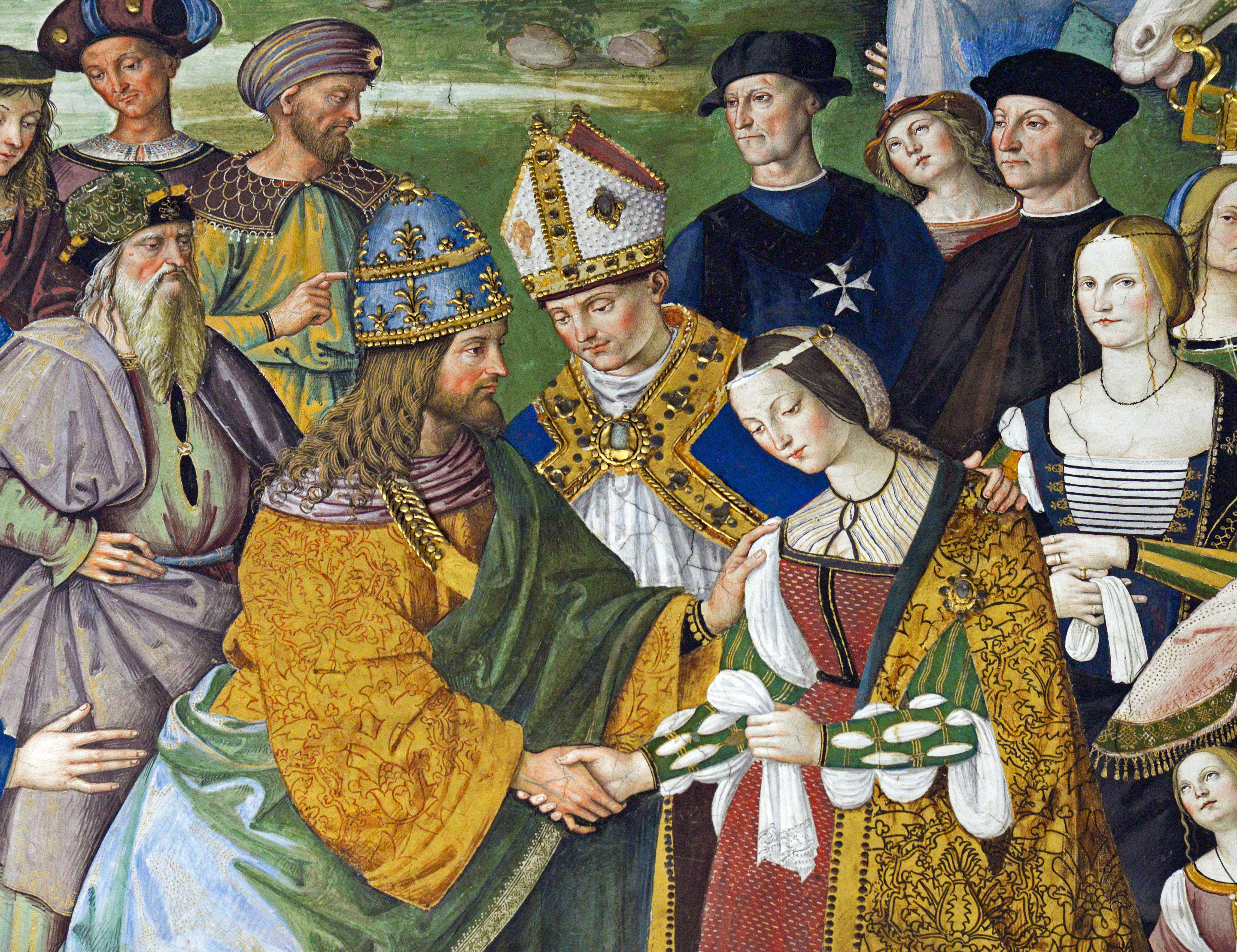
Enea Silvio Piccolomini presenta Eleonora d’Aragona all’imperatore Federico III

È infatti ormai accertato che nella fase del disegno Pinturicchio si avvalse della collaborazione di un giovane "della scola di Pietro (Perugino)", che era il giovane Raffaello Sanzio. Vasari scrisse nella vita di Pinturicchio che l'allievo aveva dipinto "alcuni" dei disegni e cartoni, mentre nella biografia di Raffaello si contraddisse assegnandogli schizzi e cartoni di "tutte le storie". Uno di questi cartoni era conservato a Siena ancora all'epoca dello scrittore aretino, mentre altri schizzi restavano nel libro di disegni personale di Raffaello. Oggi la critica tende a riconoscere, superate le iniziali resistenze, due piccoli cartoni (uno dalla famiglia senese dei Baldeschi che lo ricevette nel 1586 dai Piccolomini, l'altro nel Gabinetto dei Disegni e delle Stampe degli Uffizi) e alcuni disegni (Ashmolean Museum, Uffizi e Louvre) alla mano di Raffaello relativamente a questa impresa.
La volta, ispirata alla Volta Dorata e alla Volta degli Stucchi della Domus Aurea, segnò una delle più complesse testimonianze della reinvenzione di temi antichi in quegli anni, all'insegna di una rinascenza reale in contrasto con l'erudizione capziosa e la rievocazione fantastica del primo Quattrocento. Le pareti, suddivise in dieci arcate con una comune intelaiatura architettonica dipinta, hanno come tema una "cronaca dipinta" della vita di Pio II, tratta dalla biografia di Giovanni Antonio Campano e dai Commentari scritti da Enea Silvio stesso. I disegni delle scene curano l'organizzazione della folla dei personaggi, studiata in modo da esaltare di volta in volta le azioni del protagonista, e sono ambientati sia in interni che in esterni, in cui i gradevoli paesaggi sono alternati a quinte urbane monumentali.
L'esecuzione ad affresco è comunque sicuramente di Pinturicchio e dei suoi assistenti (tra cui forse i senesi Girolamo del Pacchia e Giacomo Pacchiarotto), poiché dal 1504 Raffaello si trovava già a Firenze, dopo il breve soggiorno a Siena databile quindi al 1502-1503, dopo un probabile viaggio a Roma. Lo stile si avvicina a quello delle miniature: nitido, ricco di colori brillanti intonati con maestria, ricolmo di decorazioni e di applicazioni tridimensionali in pastiglia dorata, su armi, gioielli, finiture, ecc.

### Altre opere per il Duomo di Siena

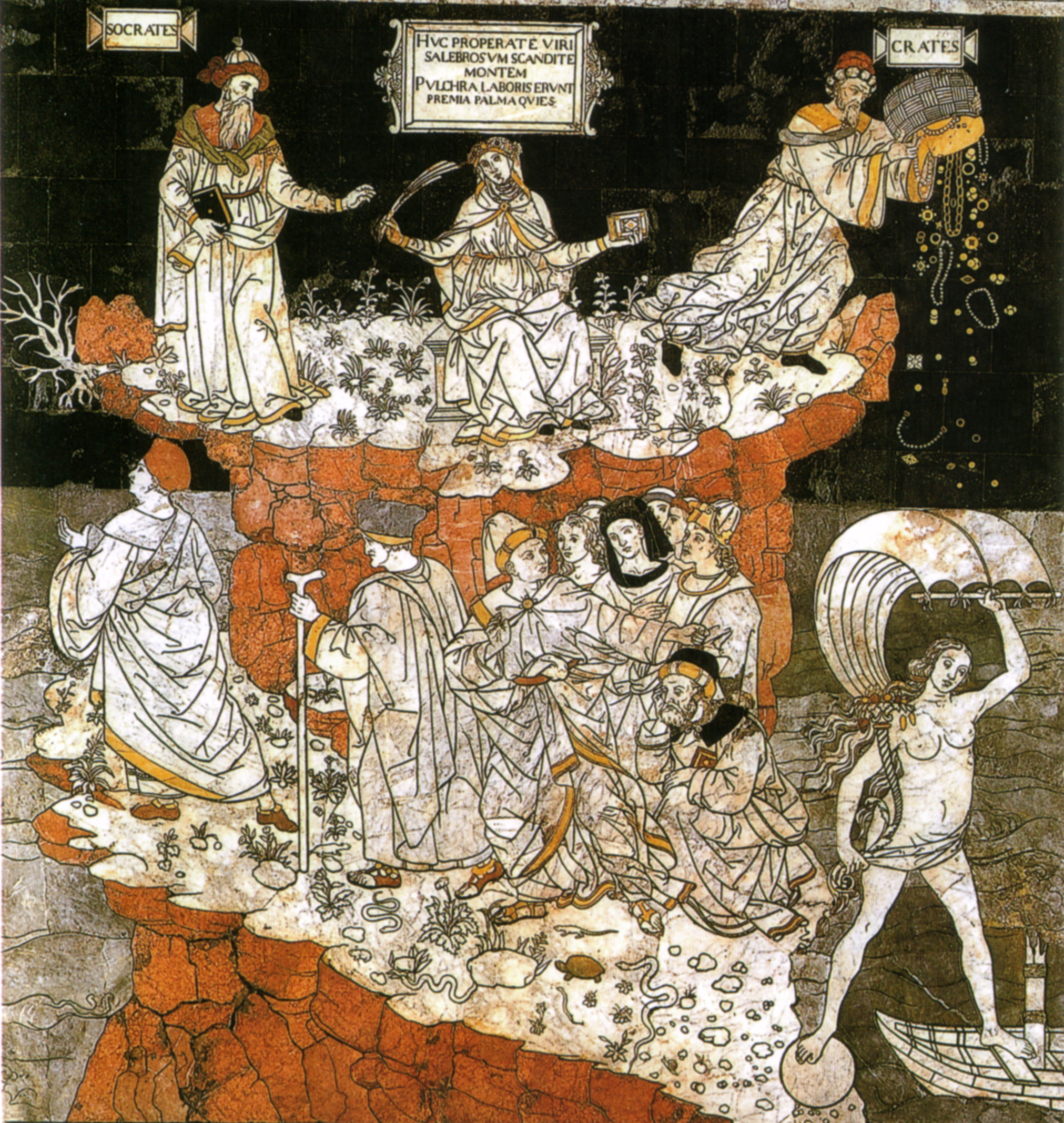
Storia della Fortuna, 1505

L'interruzione dei lavori causati dalla morte del papa nell'ottobre 1503, fece accettare a Pinturicchio altri incarichi, innanzitutto dai Piccolomini stessi. Andrea di Nanni Piccolomini gli affidò infatti, sempre nel Duomo, un affresco con l'Incoronazione di Pio III, suo fratello, opera che si protrasse fino al 1508. Nel 1504 dipinse per Giacomo Piccolomini una perduta pala per la chiesa di San Francesco, che bruciò in un incendio assieme anche a un'altra sua pala nella stessa chiesa, databile al 1513 e dipinta per la famiglia Sergardi.
Sempre nel 1504, su richiesta dell'Operaio del Duomo Alberto Aringhieri, Pinturicchio dipinse otto riquadri con Storie di san Giovanni Battista per la cappella di San Giovanni, dove era conservata la reliquia del braccio destro del santo, ottenuta da Pio II dalla Morea.
Infine partecipò alla lunga e straordinaria impresa dei mosaici pavimentali del Duomo, fornendo il cartone delle Storie della Fortuna, pagato il 13 marzo 1505. Tra i filosofi antichi Socrate e Cratete, che getta in mare oro e gioielli, si trova in alto la figura allegorica della Quiete, in basso è la stretta via della Virtù, percorsa da vari personaggi, sulla destra è la Fortuna, in equilibrio instabile, con un piede su una sfera e uno su una barca, caratterizzata da una cornucopia, simbolo dell'abbondanza e da una vela, appartenente all'albero spezzato della nave, su cui poggia un piede, e simbolo di successo infelice.
A Siena Pinturicchio raggiunse una notevole agiatezza economica (ci restano vari atti di compravendite di case e terreni) e allargò la famiglia: alla primogenita Clelia, in tarda età, aggiunse i figli Adriana, Faustina Girolama, Egidia (o Gilia), Giulio Cesare e Camillo Giuliano. Gli altisonanti nomi classici testimoniano le ambizioni letterarie e umanistiche coltivate dal pittore. Curioso è un documento di carattere tributario, datato 7 marzo 1507, in cui il pittore richiedeva agli Ufficiali di Balia l'esenzione trentennale dal pagamento di dazi e gabelle, invocando l'esempio della storia romana, quando i pittori vennero protetti "doppo le orientali victorie et doppo le expugnatione delle Grece città".

### Commissioni dall'Umbria
Nel periodo di interruzione dei lavori alla Libreria Piccolomini Pinturicchio ricevette commissioni anche dall'Umbria, in particolare per una serie di pale d'altare per le quali la sua opera si limitò spesso al disegno, completato poi dai suoi collaboratori. Ne è esempio l'Incoronazione della Vergine per la chiesa di Santa Maria della Pietà della Fratta presso Umbertide (oggi alla Pinacoteca Vaticana), composta secondo schemi tipicamente umbri, con la scena sacra in una mandorla nella parte superiore e un gruppo di apostoli e santi in quella inferiore, dominata dal paesaggio, dove si riconoscono alcuni cerchi concentrici attorno alla figura centrale di san Francesco d'Assisi, santo dei Minori francescani che avevano commissionato la pala. La stesura pittorica fu forse di Giovanni Battista Caporali e forse contribuì ai disegni Raffaello di passaggio a Siena nel 1503, con i santi Bonaventura e Ludovico riconoscibili in alcuni suoi disegni al Louvre.
Anche la Madonna in trono e santi della chiesa di Sant'Andrea a Spello fu opera di collaborazione, condotta tra il 1506 e il 1508 affidandosi a Eusebio da San Giorgio e Giovan Francesco Ciambella detto il Fantasia, anche se pare che il san Giovannino leggente e la natura morta al centro sia opera diretta del maestro, che vi inserì compiaciutamente una lettera indirizzata a lui stesso in cui il vescovo di Siena richiedeva il suo ritorno in città per lavorare per Pandolfo Petrucci.

### Al servizio di Pandolfo Petrucci

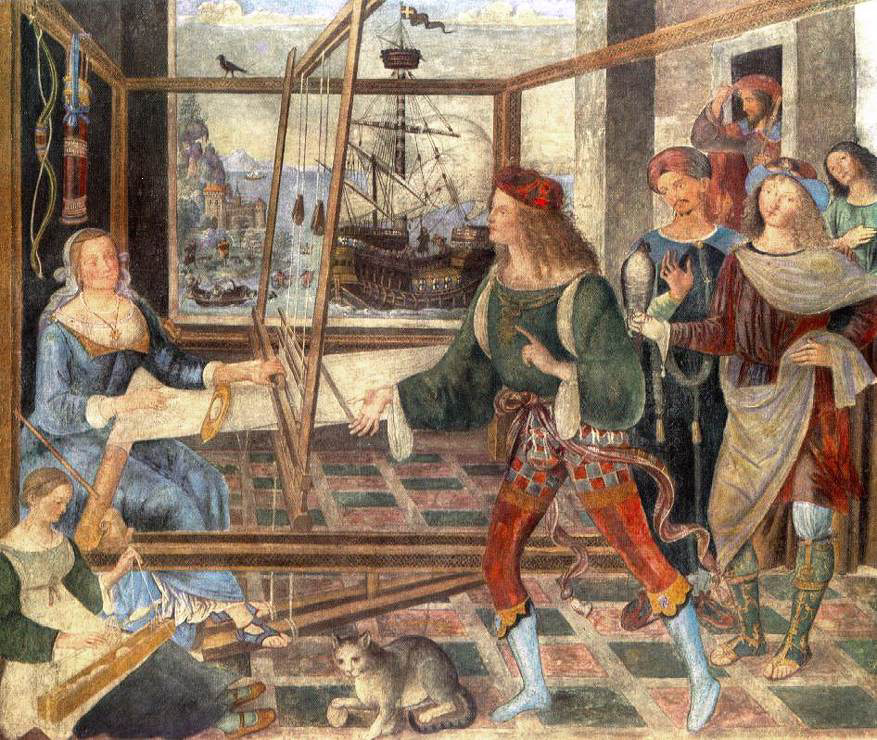
Ritorno di Ulisse, 1509

L'occasione per sfoggiare tutte le sue conoscenza del mondo classico gli venne offerta dal signore di fatto della città, il ricchissimo Pandolfo Petrucci, che organizzò una straordinaria impresa decorativa nel suo palazzo di via de' Pellegrini, tra le più importanti del genere non solo a Siena ma in tutta la Toscana. Si trattava della decorazione del salone principale, in cui vennero reclutati i migliori presenti in città, che completarono l'impresa nel 1509. La sala, pressoché quadrata (674x629 cm), era decorata da otto scene sulle pareti e da un soffitto a scomparti, dove i soggetti mitologici si ispiravano allo schema della Volta dorata della Domus Aurea. Le pitture erano completate da una struttura lignea tutt'intorno alle pareti intagliata dalla celebre bottega dei Barili e da piastrelle maiolicate sul pavimento.
Gli eventi successivi, a partire dalla cacciata da Siena del figlio di Pandolfo, Borghese Petrucci, poco dopo la morte del padre nel 1512, comportarono la progressiva dispersione della decorazione. Oggi il soffitto si trova ricostruito nel Metropolitan Museum e gli affreschi staccati, a cui parteciparono anche Luca Signorelli e Girolamo Genga, sono sparsi in vari musei, di cui un paio del Pinturicchio, tra cui il Ritorno di Ulisse alla National Gallery di Londra. Questa scena racchiude significati legati alle vicende politiche dell'epoca e alla storia personale del committente, con le insidie che simboleggiano i pericoli passati da Siena per mano di Cesare Borgia, in procinto di conquistarla, e Ulisse/Pandolfo Petrucci stesso, reduce dall'esilio, anticipato dal figlio Borghese/Telemaco, come di fatto avvenne nel 1503. L'inquadratura prospettica è ben proporzionata, col telaio in ripido scorcio e le figure grandi che denotano la monumentalità raggiunta da Pinturicchio nella sua ultima fase artistica. Nonostante i danni alla superficie pittorica, restano ancora oggi molti dettagli estremamente curati, come l'arco e la faretra di Ulisse appesi al telaio, i gioielli e le vesti preziose, oppure di vivo naturalismo, come l'ancella e il gatto che gioca con la palla in primo piano.
Alla committenza dei Petrucci sono da ricondurre forse anche i disegni per la decorazione del cassone con gli stemmi Petrucci e Piccolomini nel Museo Civico di Torino: nei tondi con Virtù, incorniciati da intagli dorati, si coglie un adattamento delle figure delle Muse nel soffitto di palazzo Petrucci. Tra le opere senesi su tavola spiccano poi il tondo con la Sacra Famiglia con san Giovannino, dalla composizione ritmica, e la Madonna della Melagrana, ispirata all'ancona dei Fossi, entrambe alla Pinacoteca Nazionale di Siena.

### Ultime opere

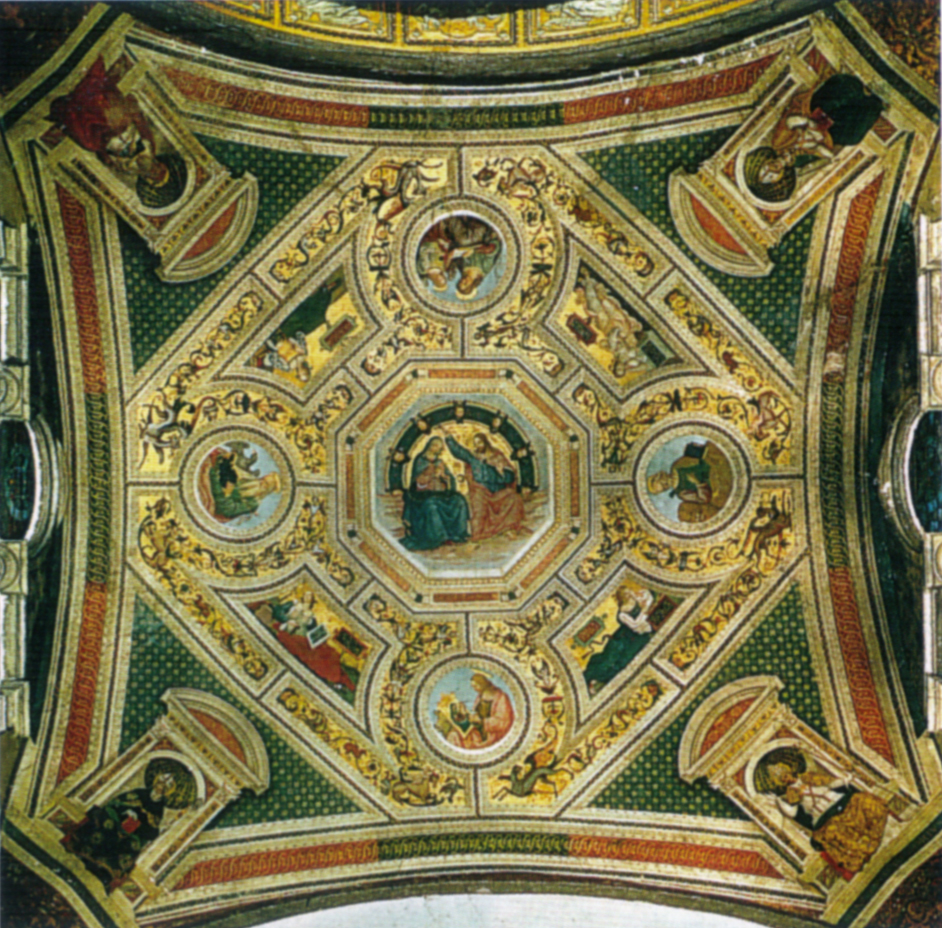
Volta del coro di Santa Maria del Popolo

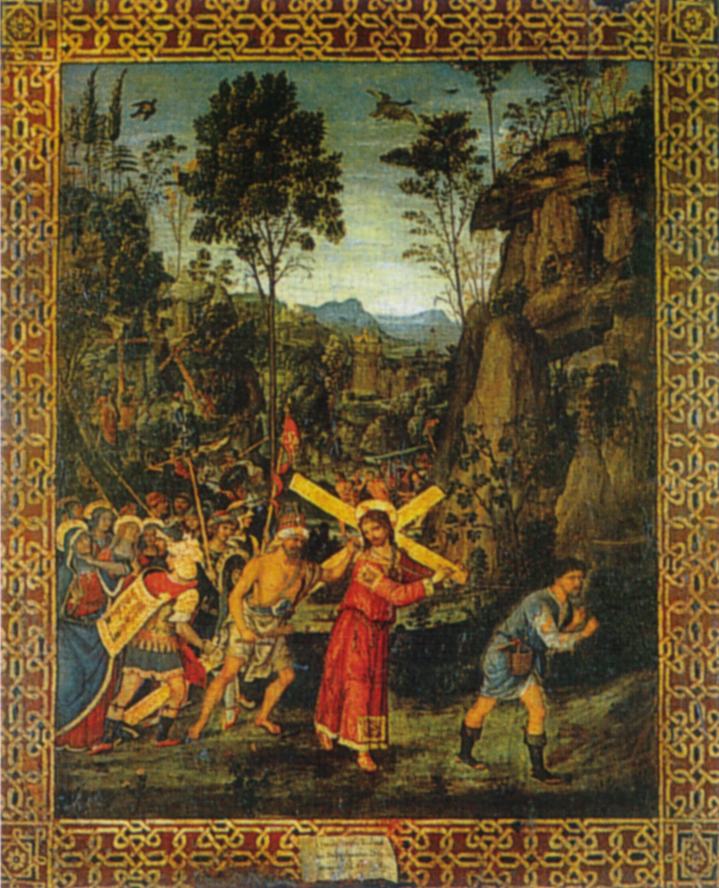
Andata al Calvario, 1513

L'ultimo importante incarico di Pinturicchio fu ancora a Roma e ancora a Santa Maria del Popolo. Fu infatti chiamato ad affrescare la volta del coro da Giulio II. L'impresa venne terminata nel 1510, ma non è escluso che il pittore si trovasse a Roma già dal 1508, quando Giovanni Battista Caporali, nel suo commento a Vitruvio, ricordò una cena che riunì lui, Pinturicchio, Perugino e Signorelli in casa del Bramante. Lo schema della volta del coro, col doppio quadrato, si ispirava a una volta della Villa Adriana, perpetuata da un disegno di Giuliano da Sangallo e la combinazione di una zona centrale bidimensionale, quasi arcaica, zone laterali con troni in forte sporgenza illusionistica si ritrova anche nei primi disegni di Michelangelo per la volta della Cappella Sistina (1508, conservati a Londra e Detroit), testimoniando il continuo aggiornamento di Pinturicchio all'ultima attualità. Tra i collaboratori in quest'ultima impresa romana dovettero esserci il Pastura, il Caporali e forse l'umbro Giannicola di Paolo Manni, assistente anche di Perugino.
L'ultima opera monumentale documentata di Pinturicchio è la Madonna in gloria tra i santi Gregorio Magno e Benedetto, databile al 1510-1512, per gli Olivetani della chiesa di Santa Maria di Barbiano presso San Gimignano, oggi nel Museo civico locale. La tavola presenta la Madonna racchiusa entro una mandorla composta da testine di angeli; in primo piano, inginocchiati, con lo sguardo rivolto alla Vergine, si vedono san Benedetto e san Gregorio. Si tratta di un'opera in larga parte autografa dove è riconoscibile la raffinatezza della tecnica pinturicchiesca, decorata da una cornice lignea del famoso intagliatore olivetano Fra' Giovanni da Verona.
Il successo dell'opera dovette procurargli un'altra commissione da parte degli Olivetani, con la pala dell'Assunzione della Vergine oggi al Museo di Capodimonte, per la chiesa di Sant'Anna dei Lombardi a Napoli: si tratta di un'opera dagli schemi ben collaudati, che venne in parte stesa con l'aiuto di Eusebio da San Giorgio.
Tra le ultime opere prodotte dal pittore c'è la tavoletta con l'Andata al Calvario, del 1513, oggi nelle collezioni Borromeo a Isola Bella. L'opera di sapore miniaturistico, bordata da una cornice a meandri, presenta un finto cartiglio con l'iscrizione "Questa opera è di mano del Pintoricchio da Perugia M.CCCCC.XIII", anche se lo stile generale rimanda piuttosto alle pitture degli anni novanta, come le gracili figure della Volta di Iside e Osiride nell'Appartamento Borgia, l'andamento un po' forzato, l'esuberanza decorativa, tanto che alcuni hanno ipotizzato che si possa trattare di un campionario di tutti i motivi cari all'artista che seguì il pittore nei suoi trasferimenti fino alla sua morte quando riscrisse la data.

### Morte
Vasari, poco clemente nella sua biografia di Pinturicchio, si congedò riportando un'ultima diceria sul suo carattere avido e bizzarro, secondo la quale, alloggiato presso i frati di San Francesco a Siena, chiese con insistenza di togliere dalla sua cella un cassone vecchio e ingombrante, che si ruppe nel trasloco rivelando un tesoro di cinquecento ducati d'oro, che spettò dunque ai frati riempiendo il pittore di un tale stizzoso rammarico da condurlo alla morte. L'aneddoto non è fondato, ma è una testimonianza dell'amarezza degli ultimi anni della sua vita: ricco ma in solitudine, abbandonato dalla moglie fedifraga, che lo tradiva notoriamente con Girolamo di Polo detto Paffa, e dimenticato dai cinque figli.
Il 7 maggio 1513, debilitato dalla malattia, dettò testamento, modificandolo nell'ottobre in favore della moglie. Ella, che aveva dato in sposa la figlia Clelia al suo amante, permetteva solo ad alcune vicine di avvicinarsi al marito sofferente, come ricorda il suo biografo Sigismondo Tizio, rettore della parrocchia dei Santi Vincenzo e Anastasio in cui Pinturicchio abitava. In quella chiesa, fu sepolto senza onori e memorie, mentre un'iscrizione che lo ricorda risale solo al 1830.

## Fortuna critica

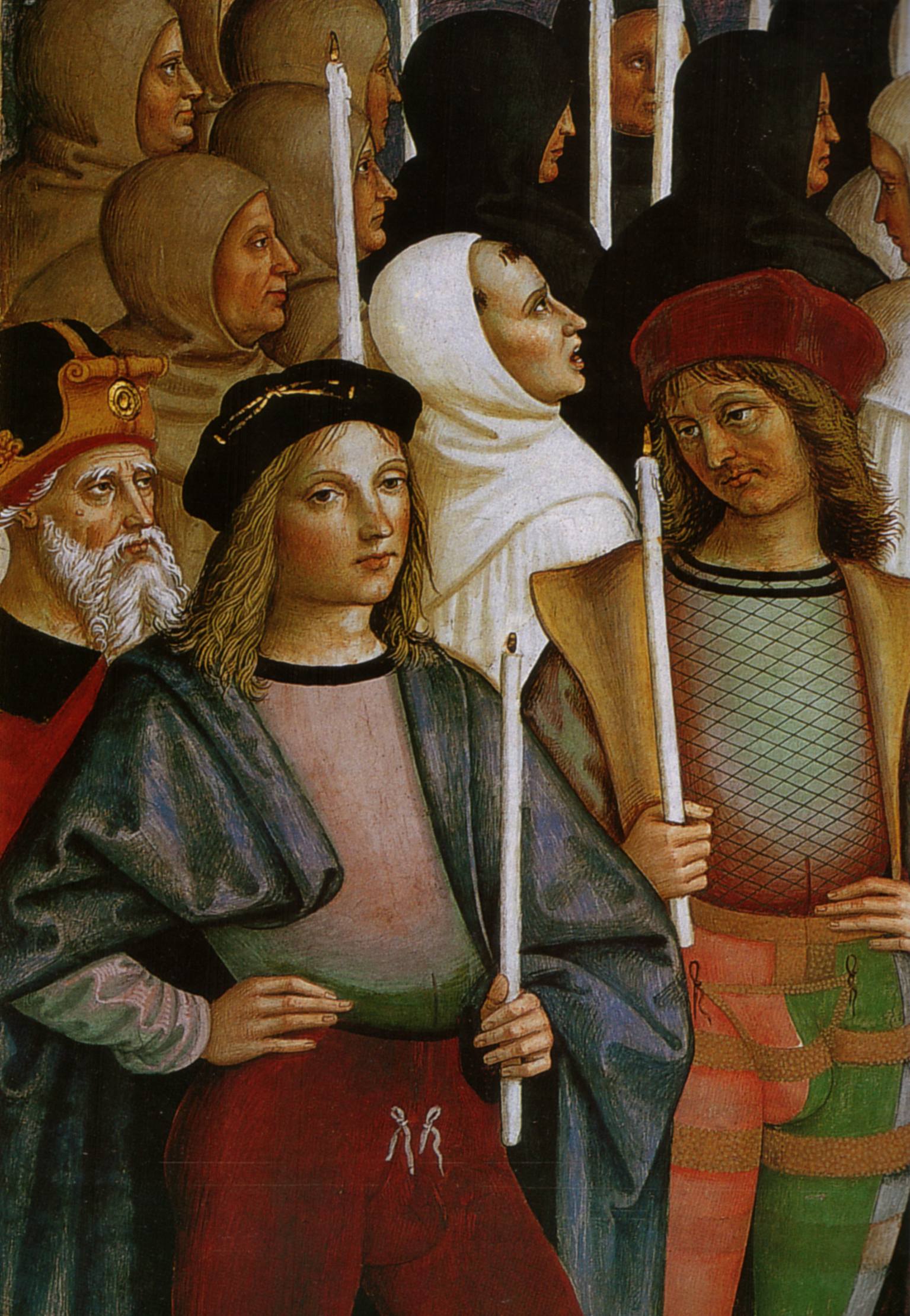
Presunti ritratti di Raffaello e Pinturicchio, Libreria Piccolomini, Siena

Le sorti critiche di Pinturicchio furono alterne, talvolta molto amato, altre molto criticato. Forse a Roma, tramontato il favore dei Borgia, poté sentirsi spaesato nelle tumultuose innovazioni artistiche dell'aprirsi del Cinquecento, ma a Siena venne circondato dall'approvazione generale: lo testimonia la risposta degli Ufficiali di Balia alla sua richiesta di esenzione trentennale per meriti artistici dal pagamento di dazi e tasse, accordata definendolo "egregio maestro", dai grandi meriti di pubblica utilità. Nonostante fosse amato tra i potenti del suo tempo, la letteratura artistica lo lasciò a lungo in ombra, a cominciare da Vasari, che nelle Vite lo descrisse in chiave quasi esclusivamente negativa: nell'edizione del 1550 accennò a una sua "dappocaggine", mentre in quella del 1568 ne attribuì la notorietà più ai capricci della fortuna che al merito. La grande stime che accompagnò Pinturicchio nella sua vita fu dettata però non tanto dalla sua rapidità, come insinuò Vasari, ma piuttosto dalla sua capacità di interpretare le esigenze dei suoi eccellenti committenti.
Solo gli studiosi del XIX e dell'inizio del XX secolo ne rivalutarono la figura, proprio quando i suoi dipinti entravano nel circolo del collezionismo internazionale, finendo nei grandi musei e nelle collezioni d'Europa e America. Fondamentale fu la monografia di Carli (1960), anche se dopo di essa è calato sulla figura del pittore un nuovo disinteresse, limitandosi a metterne in evidenza su pubblicazioni specializzate solo questa o quella caratteristica, come l'ispirazione antiquaria e il gusto per le iconografie insolite e rare. Con gli studi per il V centenario della nascita di Raffaello del 1984, la figura di Pinturicchio fu indagata solo marginalmente.

## Opere principali

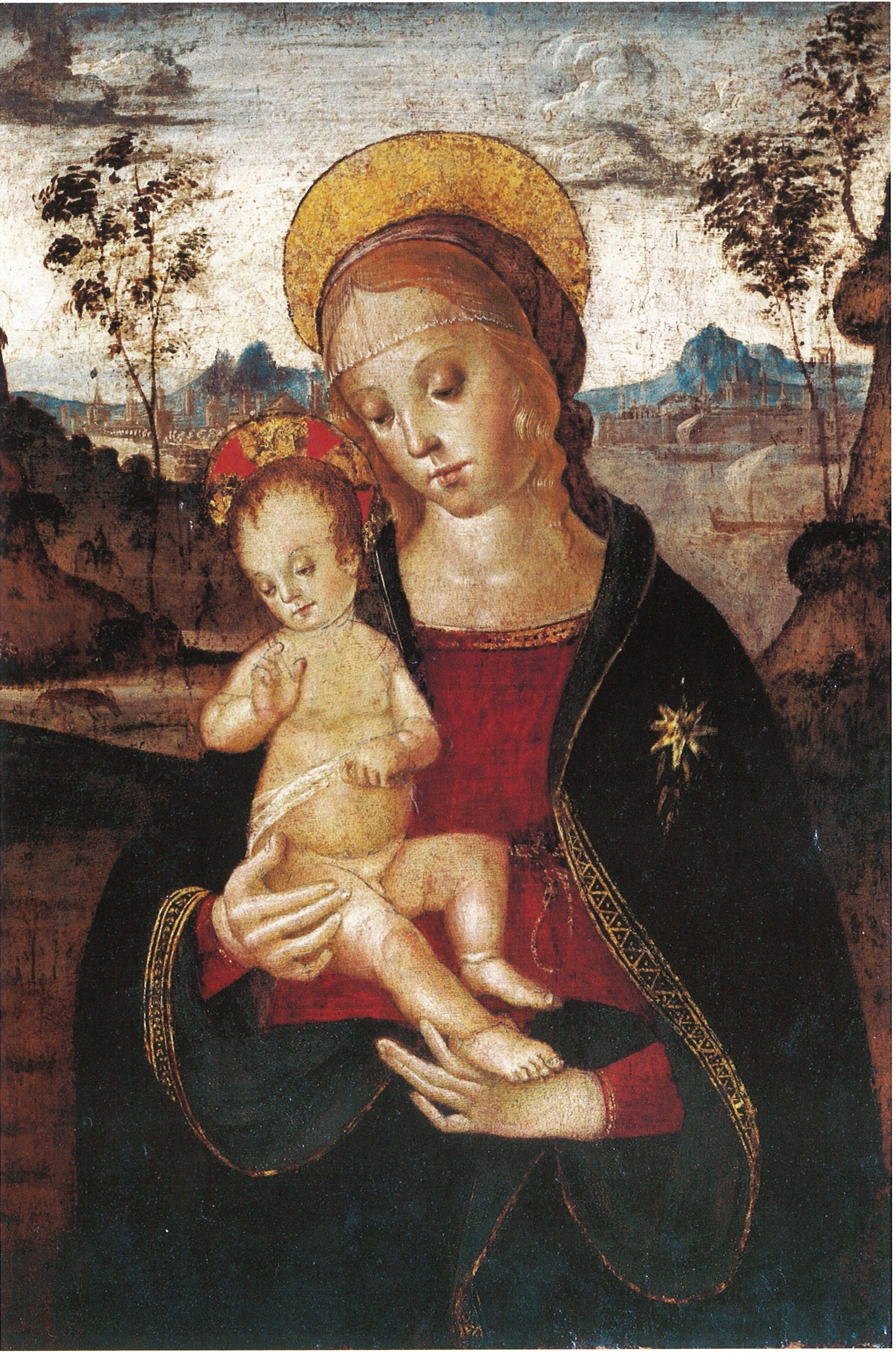
Madonna con Bambino benedicente, 1486-90 ca. Fondazione Sorgente Group

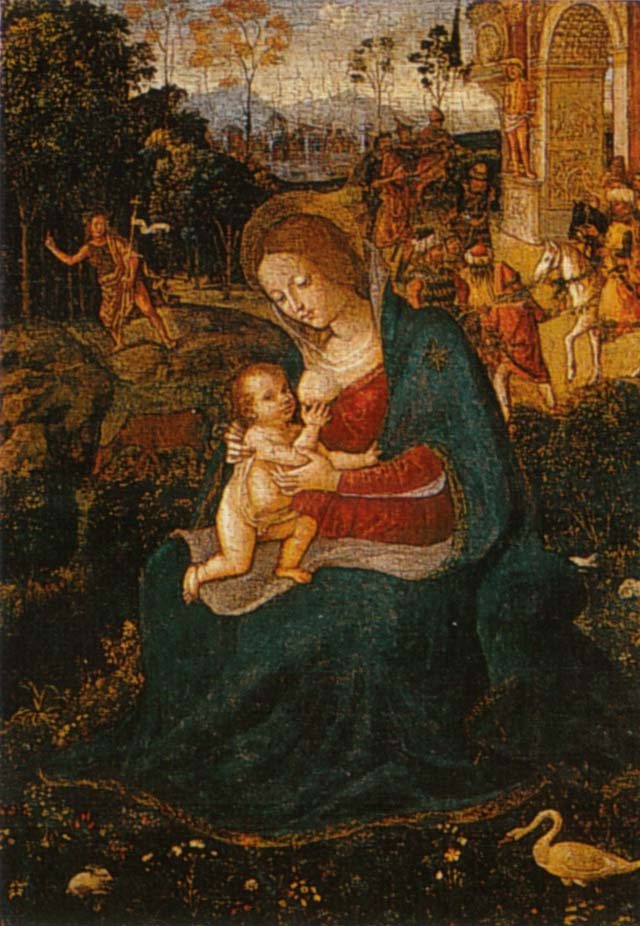
Madonna del Latte, 1492, Houston

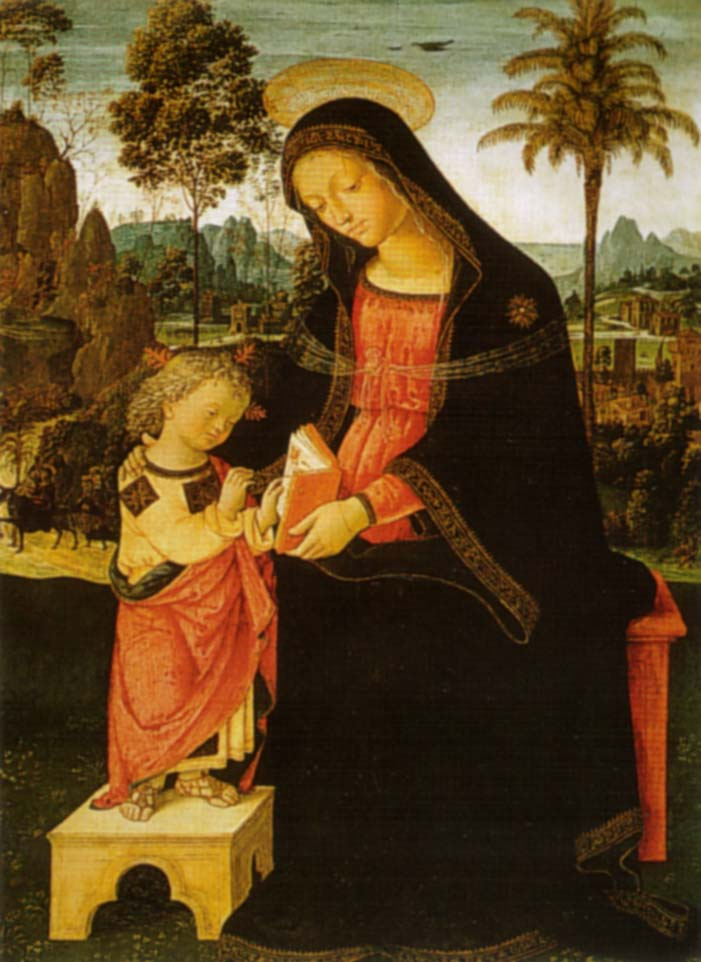
Madonna col Bambino scrivente, 1494-1498 circa, Filadelfia

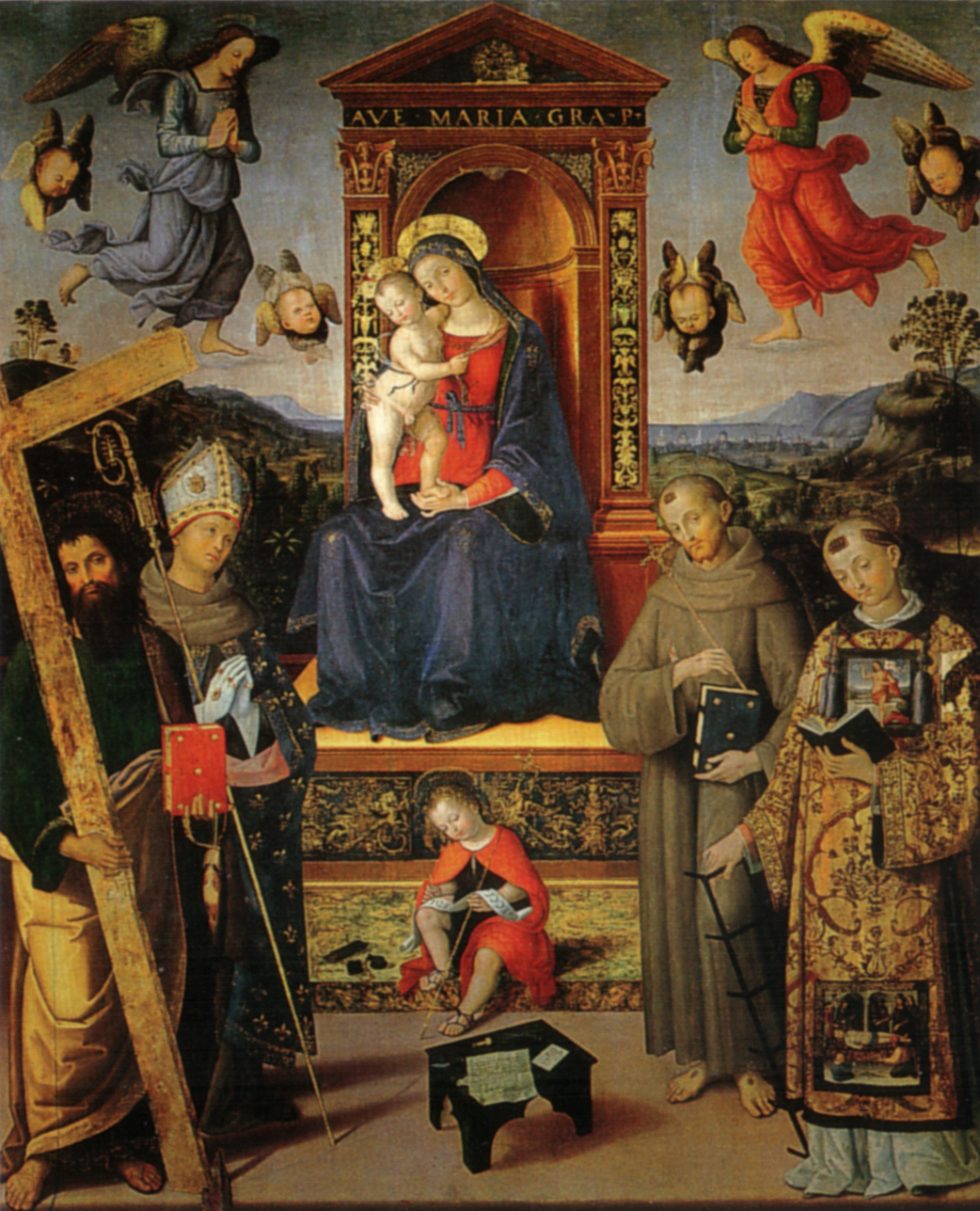
Madonna in trono e santi, 1506-1508, Spello

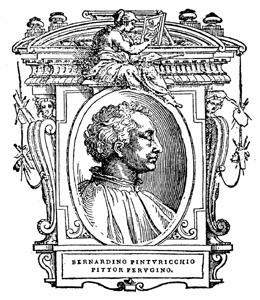
Ritratto nell'edizione delle Vite del 1568

- Storie di san Bernardino, 1473, tempera su tavola, Perugia, Galleria Nazionale dell'Umbria
  - San Bernardino richiama alla vita un uomo trovato morto sotto un albero, 76,5x56,8 cm
  - Guarigione del cieco, 75,8x57 cm
  - Liberazione del prigioniero, 76x56,7 cm
- Crocifisso tra i santi Girolamo e Cristoforo, 1475 circa, olio su tavola, 59x40 cm, Roma, Galleria Borghese
- San Girolamo nel deserto, 1475-1480 circa, olio su tavola, 149,8x106 cm, Baltimora, Walters Art Museum
- Madonna col Bambino benedicente, 1480 circa, olio su tavola, 53,5x35,5 cm, Londra, National Gallery
- Madonna col Bambino benedicente, 1480 circa, olio su tavola, Città di Castello, Museo civico
- Madonna col Bambino scrivente e san Girolamo, 1481, olio su tavola, 49,5x38 cm, Berlino, Gemäldegalerie
- Ritratto di un ragazzo, 1481-1483 circa, tempera su tavola di pioppo, 47,5x33 cm, Dresda, Gemäldegalerie
- Cappella Bufalini, 1484-1486 circa, ciclo di affreschi con Storie di san Bernardino, Roma, basilica di Santa Maria in Aracoeli
- Cappella Basso Della Rovere, 1484-1492, ciclo di affreschi, Roma, basilica di Santa Maria del Popolo
- Scene bibliche e di storia antica, 1485-1490 circa, affreschi, Roma, Palazzo Colonna
- Volta della Cappella Ponziani, 1485-1490 circa, affreschi, Roma, chiesa di Santa Cecilia in Trastevere
- Madonna col Bambino e san Giovannino, 1486, tempera su tavola, Città di Castello, Museo del Capitolo del Duomo di Città di Castello
- Madonna col Bambino e due angeli, 1486, affresco, Perugia, Palazzo dei Priori, sala dei Catasti
- Madonna con Bambino benedicente, 1486-1490 circa, tempera su tavola, 53x43 cm, Roma, Fondazione Sorgente Group
- Porte di Perugia e santi protettori, 1486, miniature
- Vedute di città italiane, 1488-1490 circa, ciclo di affreschi, Roma, Museo Pio-Clementino
- Cappella del Presepio, 1488-1490 circa, ciclo di affreschi, Roma, basilica di Santa Maria del Popolo
- Soffitto dei Semidei, 1490, olio su carta su legno, Roma, Palazzo dei Penitenzieri
- Madonna della Pace, 1490 circa, olio su tavola, 143x70 cm, San Severino Marche, Pinacoteca civica
- Bambin Gesù delle mani, 1492 circa, frammento di affresco staccato, 48,5x33,5 cm, Perugia, Fondazione Guglielmo Giordano
- Testa della Vergine, 1492 circa, frammento di affresco staccato, collezione privata
- Madonna del Latte, 1492, olio su tela, 29,2x21,6 cm, Houston, Sarah Campbell Blaffer Foundation
- Appartamento Borgia, 1492-1494, ciclo di affreschi e stucchi, Città del Vaticano, Musei Vaticani
- Madonna col Bambino leggente, 1494-1498 circa, olio su tavola, 33,7x25,5 cm, Raleigh, North Carolina Museum of Art
- Madonna col Bambino scrivente, 1494-1498 circa, olio su tavola, 61x41,6 cm, Filadelfia, Philadelphia Museum of Art
- Madonna col Bambino scrivente e un vescovo inginocchiato (Virgen de las Fiebres), 1495 circa, olio su tavola, 157x78 cm, Valencia, Museo de Bellas Artes
- Sacra Famiglia, 1495 circa, olio su tavola, 53x38,7 cm, Cambridge (Massachusetts), Fogg Art Museum
- Pala di Santa Maria dei Fossi, 1496-1498, olio su tavola e su tela, 512x314 cm, Perugia, Galleria Nazionale dell'Umbria
- Cappella del vescovo Eroli, 1497, affreschi, Duomo di Spoleto
- Madonna col Bambino, 1498 circa, olio su tavola, 48,2x38,1 cm, San Marino (California), Huntington Library
- Madonna del Davanzale, 1498 circa, olio su tavola, 105x87 cm, Città del Vaticano, Pinacoteca Vaticana
- Sant'Agostino tra i flagellanti, 1500, olio su tela, 115x83 cm, Perugia, Galleria Nazionale dell'Umbria
- Cappella Baglioni, 1500 circa-1501, ciclo di affreschi, Spello, collegiata di Santa Maria Maggiore
- Frammenti da un'Adorazione dei Magi, 1502, affresco staccato, già a Roma, collezione Chigi
- Crocifissione con dolenti (Barb. Lat. 614, c. 219), 1502 circa, foglio miniato, Città del Vaticano, Biblioteca Vaticana
- Libreria Piccolomini, 1502-1507/1508, ciclo di affreschi, Siena, Duomo
- Incoronazione della Vergine, 1503-1505, olio su tavola, 330x200 cm, Città del Vaticano, Pinacoteca Vaticana
- Incoronazione di Pio III, 1503-1508, affresco, Siena, Duomo
- Cappella di San Giovanni Battista, otto Storie di San Giovanni di cui tre ormai ridipinte, 1504, affreschi, Siena, Duomo
- Cartone per la Storia della Fortuna, 1505, mosaico pavimentale a commesso marmoreo, Siena, Duomo
- Madonna in trono e santi, 1506-1508, olio su tavola, 318x257 cm, Spello, chiesa di Sant'Andrea
- Soffitto del palazzo di Pandolfo Petrucci, 1508-1509, affreschi staccati e stucchi, 483,2x495,9 cm, New York, Metropolitan Museum
- Ritorno di Ulisse, 1508-1509, affresco staccato, 125x152 cm, Londra, National Gallery
- Riconciliazione di Coriolano (forse con Luca Signorelli), 1508-1509, affresco staccato, 125,7x125,7 cm, Londra, National Gallery
- Madonna della Melagrana, 1508-1509 circa, olio su tavola, 54,5x41 cm, Siena, Pinacoteca Nazionale
- Sacra Famiglia con san Giovannino, 1508-1509 circa, olio su tavola, diametro 85 cm, Siena, Pinacoteca Nazionale
- Virtù dal cassone Petrucci-Piccolomini (solo disegni, attr.), 1509 circa, olio su tavola, Torino, Museo Civico
- Madonna col Bambino, 1509 circa, olio su tavola, già in Gloucestershire, collezione Farrington
- Santa Caterina d'Alessandria e committente inginocchiato, 1509 circa, olio su tavola, 56,5x38,1 cm, Londra, National Gallery[55]
- Volta con Incoronazione della Vergine, Evangelisti, Sibille e Dottori della Chiesa, 1509-1510 circa, affreschi, Roma, volta del coro di Santa Maria del Popolo
- Madonna in gloria tra i santi Gregorio Magno e Benedetto, 1510-1512 circa, olio su tavola, 282x198 cm, San Gimignano, Museo civico
- Assunzione della Vergine, 1512 circa, olio su tavola, Napoli, Museo di Capodimonte
- Andata al Calvario, 1513, olio su tavola, 51x42,5 cm, Isola Bella, collezione Borromeo.

## Nella cultura di massa
Nell'estate del 1995 Gianni Agnelli coniò il soprannome di Pinturicchio per il calciatore italiano Alessandro Del Piero, per il suo elegante stile di gioco e dopo averlo paragonato all'allora più maturo Roberto Baggio che invece fu paragonato a Raffaello.
Nel film del 1956 La banda degli onesti, Totò e Peppino De Filippo paragonano, ironicamente, lo stile pittorico del loro amico Cardone, modesto dipintore di insegne pubblicitarie, a quello del Pinturicchio "prima maniera".